# Réseau BreizhGo des Côtes-d'Armor
Les lignes routières BreizhGo en Côtes-d'Armor désignent les lignes de transport en commun par autocar du réseau BreizhGo organisé par le conseil régional de Bretagne desservant le département des Côtes-d'Armor.
Jusqu'en septembre 2018, et le déploiement du réseau régional unique BreizhGo, le réseau de car du département était organisé par le conseil départemental des Côtes-d'Armor depuis les années 1990. De 1990 à 2005, le réseau avait comme dénomination La route des cars puis de 2005 à 2016, il était sous le nom Ti'Bus.

## Historique

### Premiers projets et dessertes

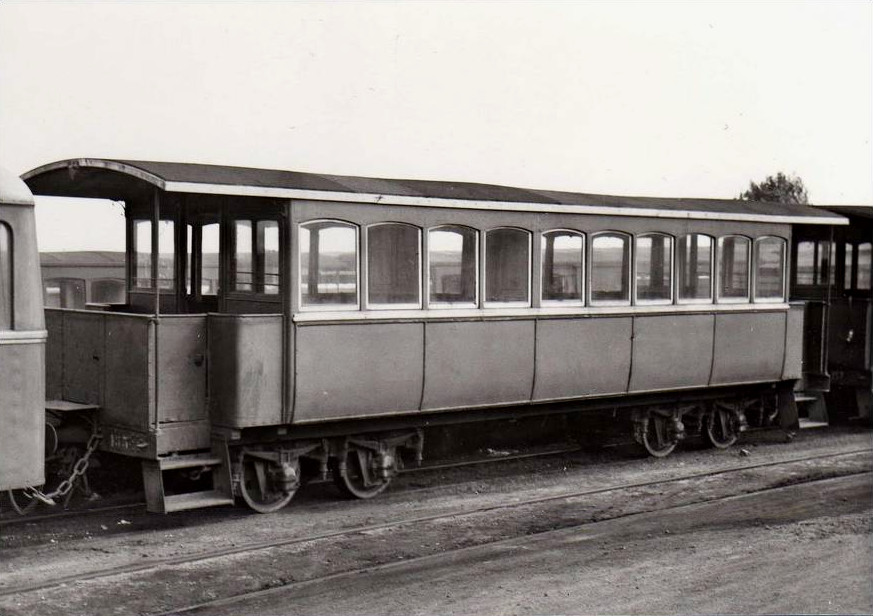
Une voiture des Chemins de fer des Côtes-du-Nord

De 1891 à 1967, le département, alors appelé Côtes-du-Nord, est desservi par trois réseaux à voie métrique : 
- les chemins de fer des Côtes-du-Nord (1905-1956),
- les chemins de fer armoricains (1914-1921),
- le réseau breton (1891-1967).

Ces réseaux furent progressivement fermés à partir des années 1930 avec l'arrivée de l'automobile et remplacés par des lignes d'autocars. Dans le département, la dernière ligne ferroviaire du réseau local à fermé en décembre 1956.

### RéseauLa route des cars

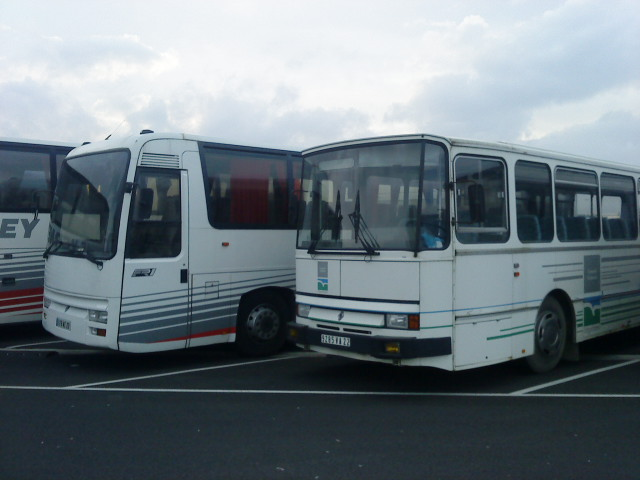
Un Renault S 53 RX (à droite) du réseau La route des cars auprès d'un Renault FR1 de tourisme (à gauche).

En 1990, lors du changement de nom du département 22 des Côtes-du-Nord par Côtes-d'Armor, les services de transport du département en profitent pour faire un changement radical : un nouveau réseau mieux élaboré (nouvelles lignes, horaires et tarifs) ainsi qu'une nouvelle identité visuelle notamment avec une nouvelle livrée sur les véhicules. Ce nouveau réseau est nommé La route des cars.
La quasi-totalitée des lignes régulières, alors au nombre de vingt-quatre, sont exploités par la CAT 22 (Compagnie Armoricaine des Transports) qui était une filiale de l'ancien groupe Tourisme Verney. Le réseau dispose également de 460 lignes scolaires.

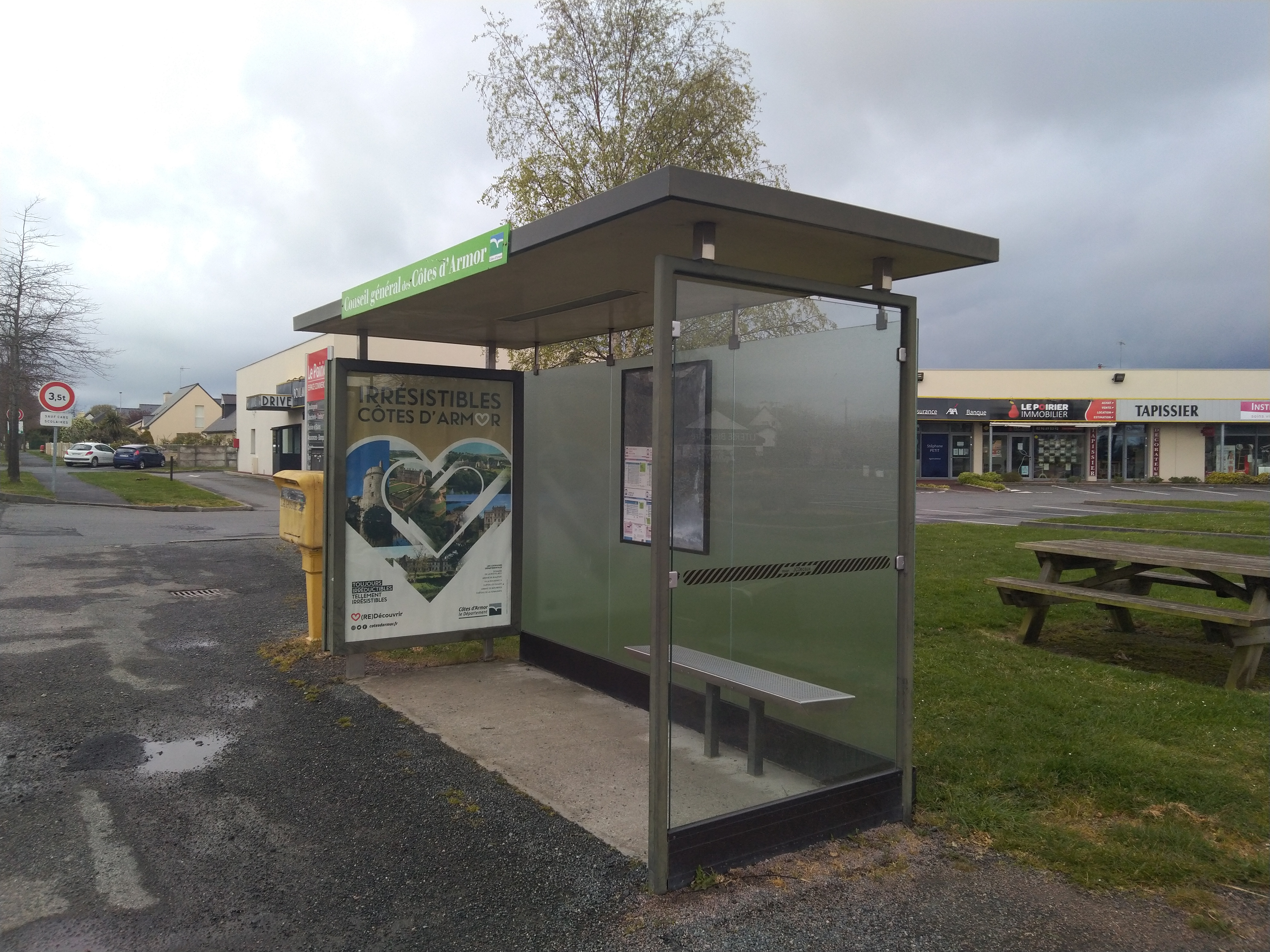
Abribus du réseau La route des cars, ici à Saint-Alban.

Au 1er mai 2005, le réseau a comme type de tarification des prix modulés selon une grille de six zones géographiques. Le département décide de la tarification, de ses évolutions, ainsi que des augmentations tarifaires.
Les principaux modèles d'autocars sont des Renault S 45 R et S 53 RX, FR1 et Tracer. Durant les 16 ans d'exploitation de ce réseau, les véhicules eurent notamment deux livrées spécifiques aux couleurs du départements : un fond blanc avec des trais de couleurs vert et bleu. Avant ces deux livrées, les véhicules étaient de couleurs orange sur un fond blanc.
En septembre 2005, ce réseau départemental est remplacé par le réseau Ti'Bus.

### Création desTi'Bus

Logo Ti'Bus, ancien réseau du département.

En 2005, le conseil général des Côtes-d'Armor propose un service de transports en commun avec l'objectif d'être plus proche des usagers, plus fiable, moins cher et moins polluant. Le réseau Ti'Bus est donc lancé le 1er septembre en succédant à l'ancien réseau et, contrairement au précédant, à un tarif unique à 2 € quelle que soit la destination (ticket à aller simple avec correspondance d'une autre ligne du réseau). Ce sera le deuxième réseau interurbain de transport en commun de Bretagne à lancer ce type de tarification après le Finistère.
Le conseil général lance donc un appel d'offres pour les différents transporteurs du département pour un contrat de neuf millions d'euros. La CAT 22 (filiale du groupe Veolia Transport) est gagnante du marché et est également chargée de la centrale de mobilité. TIV 35 exploite également quelques lignes du côté de Dinard et Saint-Malo ; la CAT 29 exploite quelques lignes du côté de Carhaix. Le transporteur Rouillard exploitere la ligne Saint-Brieuc-Plœuc-sur-Lié (devenue aujourd'hui ligne 7 du réseau TUB) et achète pour l'occasion un Irisbus Ares.
Le réseau est muni d'une quinzaine de lignes desservant la plupart des communes du département. Un système de transport à la demande est mis en place sur certaines lignes, notamment en heures creuses avec une réservation au plus tard la veille avant 17h.

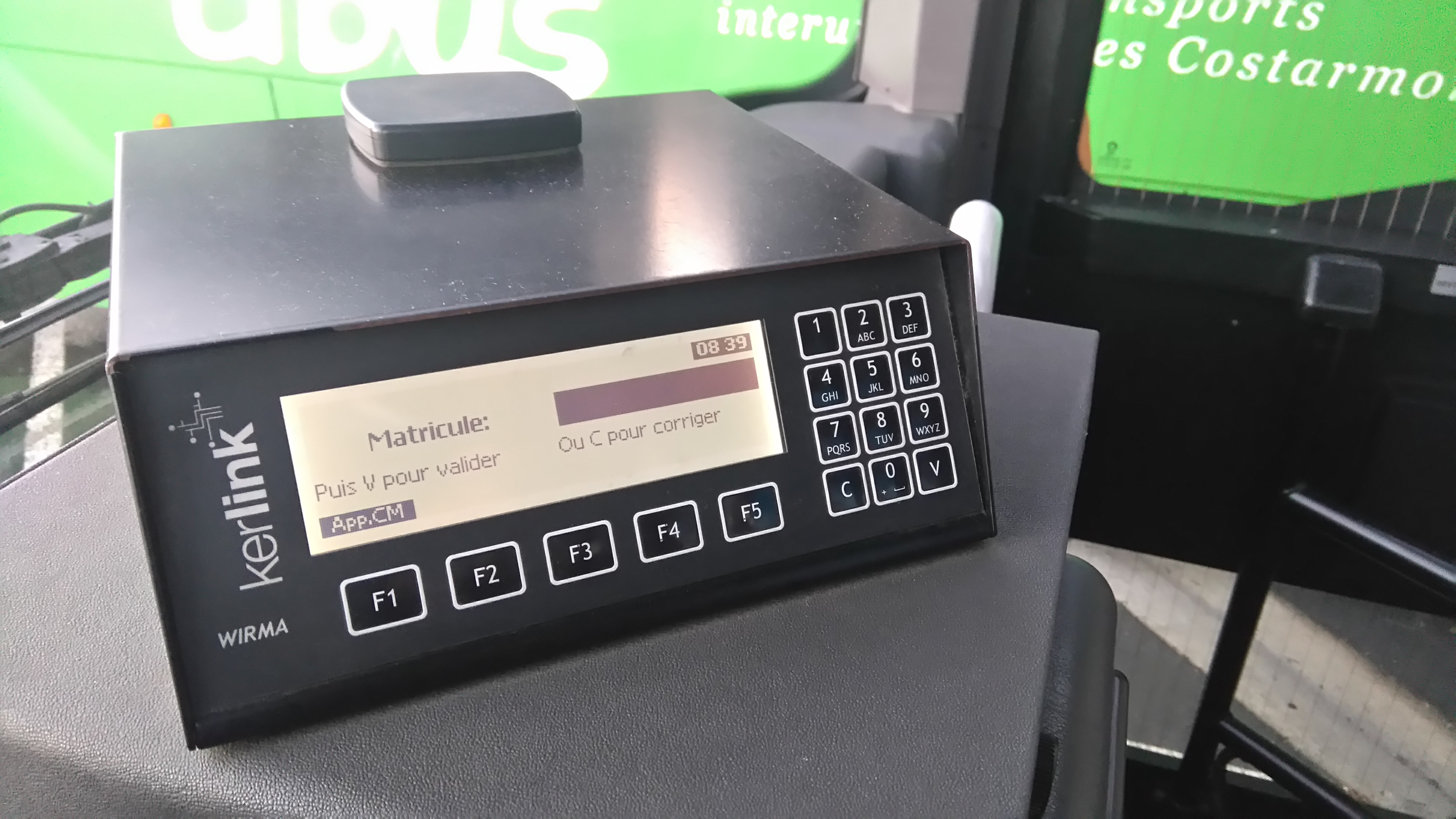
SAEIV Wirma Road.

La CAT 22, qui est propriétaire de nombreux Renault Tracer et Irisbus Ares, repeins ces autocars aux couleurs du nouveau réseau Ti'Bus. Elle achète également d'autres Ares neuf haut de gamme de 12 mètres (équipés de climatisation, liseuses, double vitrage, rideaux, sièges inclinables... et muni du moteur Renault dCi 11 de 361 ch ; le plus puissant de la gamme à l'époque). Huit Indcar Wing (minibus de 15 à 20 places, sur châssis d'Iveco Daily + PMR) sont également achetés neufs pour les transports à la demande et lignes à faible affluence. Tous ses véhicules sont équipés de boîtiers de géolocalisation et d'écrans d'information de la marque Kerlink avec le calculateur embarqué Wirma Road. Les passagers ont des informations sur les éventuels retards de leur véhicule, des indications pratiques ou touristiques. Relié en permanence à la centrale de mobilité, le boîtier permet à tout moment de visualiser la position du véhicule, et au conducteur de faire connaître le moindre incident de parcours.

#### Déploiement progressif du réseau

Un car équipé d'un porte-vélos.

En 2006, 37 départements français sont venus observer le fonctionnement des Ti'Bus[pourquoi ?]. Cette même année est également lancée « Ticoto » et son site internet pour favoriser le covoiturage.
En 2008, le réseau Ti'Bus aura transporté 400 000 passagers.
Durant l'été 2009, le conseil général mit en place une nouvelle ligne allant de Guingamp à la plage du Palus, à Plouha, en passant pars Le Merzer, Goudelin et Lanvollon.
Entre 2007 et 2011, la CAT 22 acheta 16 Irisbus Arway neuf, pour une moyenne de trois par an.
En juin 2013, un porte-vélos a été mis en essai sur un Irisbus Crossway. Ils seront ensuite mis en service à partir de juillet 2015 en période estivale sur l'ancienne ligne 9 (renommée lignes 1 et 24) reliant Saint-Brieuc à la Pointe de L'Arcouest, qui longe le littoral sur près de 48 km, puis sur la seconde ligne côtière Saint-Brieuc - Saint-Cast-le-Guildo.

#### 2016: modernisation du réseau
Le conseil départemental des Côtes-d'Armor souhaite moderniser le réseau. Ainsi, il lance fin 2014 un appel d'offres qui a été attribué à la CAT 22, exploitant sortant, en mai 2016 pour une durée de 8 ans et un mois à compter du 1er août 2016, soit jusqu'au 31 août 2024 avec un contrat de 9,3 millions d'euros[source insuffisante],.
Des nouveaux véhicules arrivent sur le réseau, afin d'arriver à une moyenne d'âge entre 6 et 8 ans, et remplacer les Renault Tracer et Irisbus Ares :
- Iveco Bus Crossway LE : pour les nouvelles lignes CHNS (Cars à Haut Niveau de Services) ;
- Iveco Bus Crossway Line HV : pour les nouvelles lignes structurantes ;
- Iveco Bus Crossway Pop : pour les nouvelles lignes de maillage et renfort de doublage voir triplage ;
- Renault Trafic III Zen : minibus 9 places, pour les transports à la demande.

Enfin, le temps d'attente en temps réel devait être affiché aux principaux arrêts des lignes CHNS mais ce projet a été abandonné[pertinence contestée].
Le service de transport à la demande est désormais nommé « TAD H -2 ».
Trois semaines après la réorganisation du réseau, les salariés de la CAT 22, dont les conducteurs, mécaniciens et personnels des bureaux, décideront de faire grève le mardi 20 septembre pour plusieurs raisons, dont la principale est leurs temps de conduites mal organisés,,. Leurs revendications étant faiblement prises en compte, le mouvement de grève se poursuivra jusqu'au jeudi 29 septembre.
En septembre 2025, la numérotation régionale unifiée s'appliquera au réseau : un numéro à trois chiffres commençant par 2 (évoquant le numéro de département, le 22) avec si possible le maintient d'une correspondance entre ancienne et nouvelle numérotation.

### Réseau régionalBreizhGo

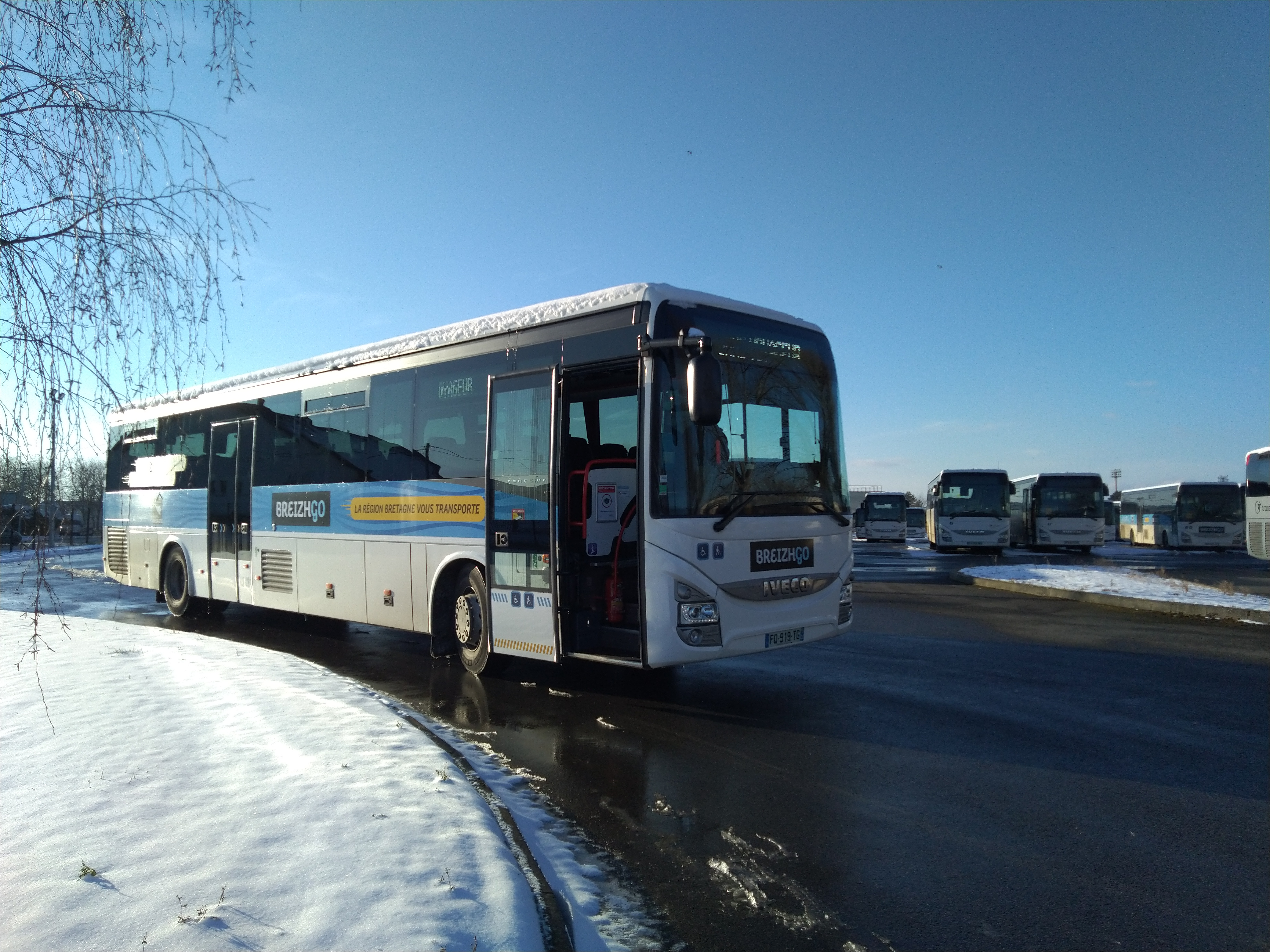
Autocar Iveco Crossway HV BreizhGo.

Depuis le 1er septembre 2017 et à la suite de la loi NOTRe, le réseau est géré par la région Bretagne, la loi transférant la compétence départementale en matière de transport en commun aux régions. En septembre 2018, le réseau Ti'Bus est fusionné au sein du réseau régional unique BreizhGo.
La quasi-totalité des véhicules récent du réseau Ti'Bus ont été repeins aux couleurs du nouveau réseau BreizhGo.
En juin 2021, deux Iveco Bus Crossway du département ont été entièrement pelliculé pour le Tour de France ; il y en a eu huit en tout sur la Bretagne[source secondaire souhaitée].

## Le réseau

### Présentation

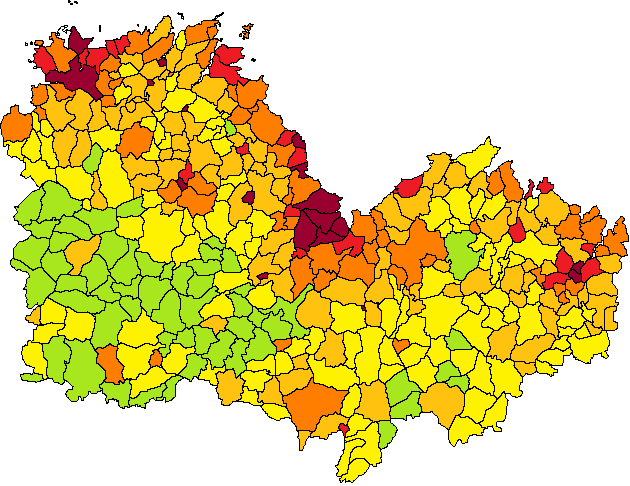
Département des Côtes-d'Armor en fonction de la densité de population.

Le réseau de car des Côtes-d'Armor dessert la plupart des villes du département.

### Les lignes
Le réseau restructuré le 29 août 2016 a une nouvelle numérotation sectorielle : 
- Lignes 1 à 8 : bassin de Saint-Brieuc ;
- Lignes 10 à 19 : bassin de Dinan et est du département ;
- Lignes 20 à 27 : bassin de Lannion et ouest du département ;
- Lignes 31 et 32 : bassin de Lamballe (le numéro 30 est attribué à la ligne Lannion-Morlaix du réseau TILT qui ne dépend pas du réseau régional).

### Les gares routières

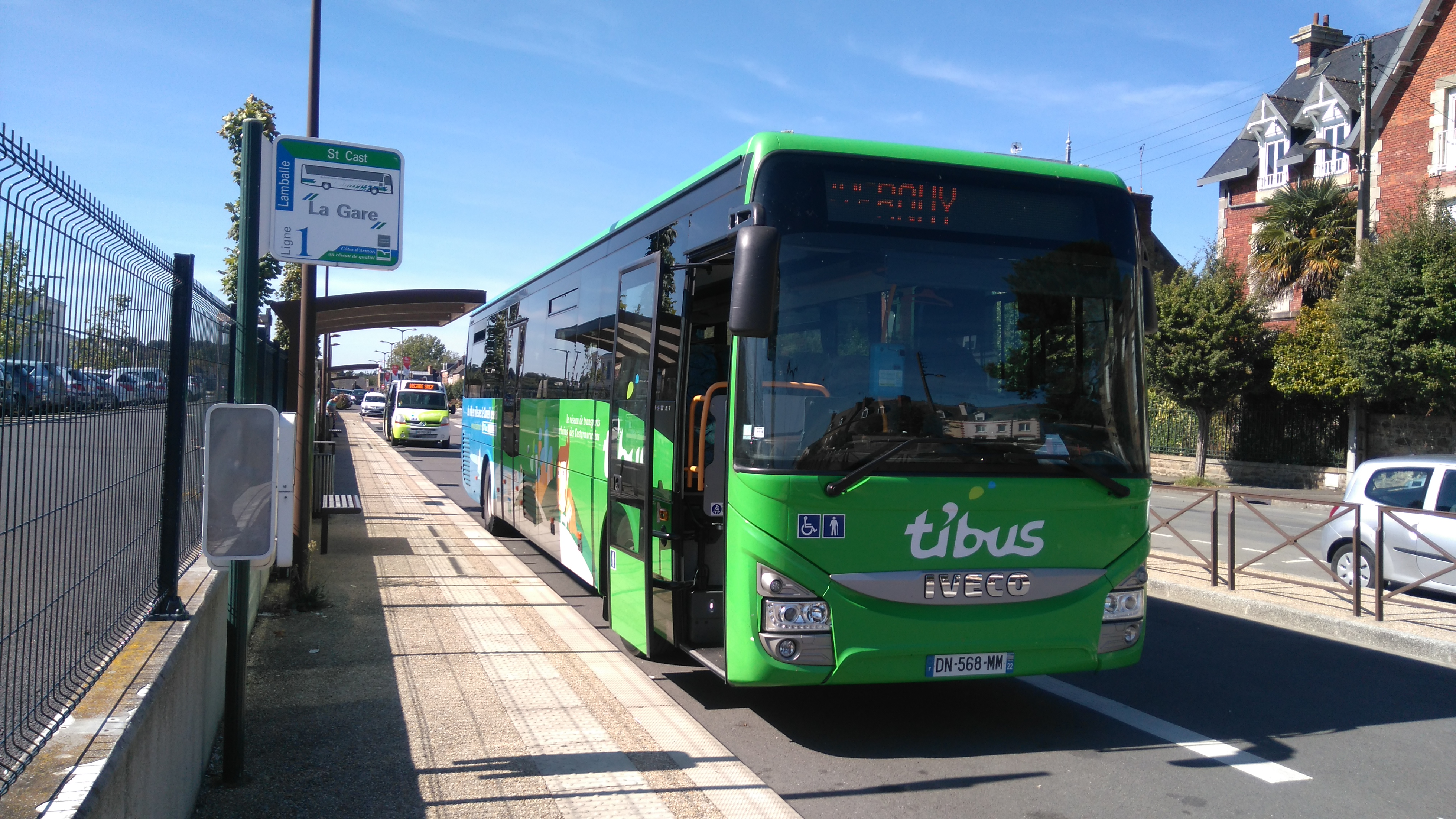
Un Crossway à la gare routière de Lamballe.

Les gares routières sont situés dans le centre-ville des principales communes du département. Elles permettent la correspondance entre plusieurs lignes du réseau, mais également l'intermodalité avec les réseaux urbains de la ville concernée ainsi les réseaux ferroviaires.
- Saint-Brieuc : rue du Combat des Trente puis boulevards Carnot et Charner (pôle d'échanges multimodal), où sont desservi les lignes 1, 2, 3, 4, 5, 6, 8 et 19.
- Dinan : rue Deroyer, où sont desservi les lignes 10, 11, 12, 13, 15, 16, 17, 18 et 19.
- Lannion : rue de Ploubezre et boulevard Louis Guilloux, où sont desservi les lignes 6, 26 et 27.
- Lamballe : boulevard Jobert, où sont desservi les lignes 3, 19, 31 et 32.
- Guingamp : rue Paul Bizos et place du Vally, où sont desservi les lignes 6, 21, 22 et 23.

### Intermodalités
Le réseau a de nombreuses correspondances avec d'autres réseaux dans les Côtes-d'Armor. Le principal est le réseau régional TER Bretagne avec les trains mais aussi les cars.
Passant pars toutes les villes principales du département, le réseau de car des Côtes-d'Armor est aussi en correspondances aux réseaux urbains : TUB (Saint-Brieuc), TILT (Lannion), Dinamo ! (Dinan), GPM (Guingamp) et Distribus (Lamballe). Il est également en correspondance avec quelques réseaux estivaux tels que Le macareux de la Côte de granit rose.
L'ancienne ligne 24, faisant maintenant partie du réseau GPM, permet de relier la navette navale de l'Archipel de Bréhat.

### Arrêts

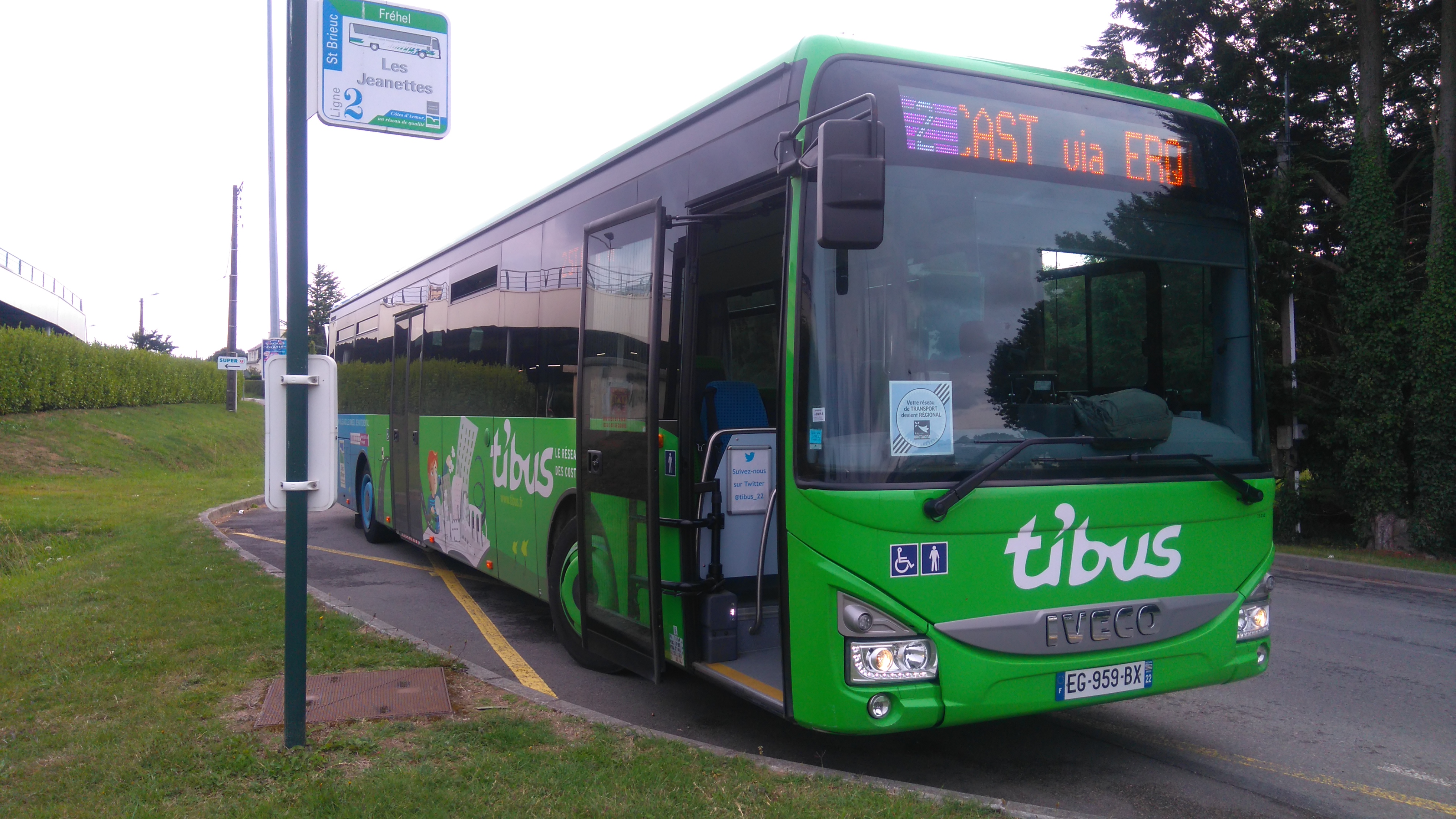
Arrêt à accessibilité inaccessible, ici à Erquy.

Le réseau est équipé d'environ 650 arrêts de bus. La plupart des abribus datent du réseau d'avant les Ti'Bus (donc d'avant 2005) tout comme les poteaux d'information aux voyageurs. Très peu d'entre eux ont été mis aux normes pour l'accès aux personnes à mobilité réduite et rares sont munis de banc[source secondaire souhaitée].
Le schéma définit quatre types d'arrêts définissant son accessibilité :
- Une accessibilité dite « totale » s'il n'est pas nécessaire de déployer la palette du bus ;
- Une accessibilité « confortable » si la rampe peut être déployée avec une pente inférieure à 12 % et avec un quai avec une  hauteur comprise entre 17 et 20 cm ;
- Une accessibilité « possible » si la rampe peut être déployée mais nécessite d'agenouiller le bus, avec un quai avec une  hauteur comprise entre 13 et 17 cm et un accompagnement peut être nécessaire ;
- Si le quai a une hauteur inférieure à 13 cm, l'arrêt est déclaré inaccessible.

Environ 20 % des arrêts du réseau ont une accessibilité « confortable » et « possible ». Le reste est encore classé à accessibilité inaccessible pour les PMR (personnes à mobilité réduite).

### Identité visuelle

#### La route des cars
Le réseau La route des cars a eu deux livrées différentes.

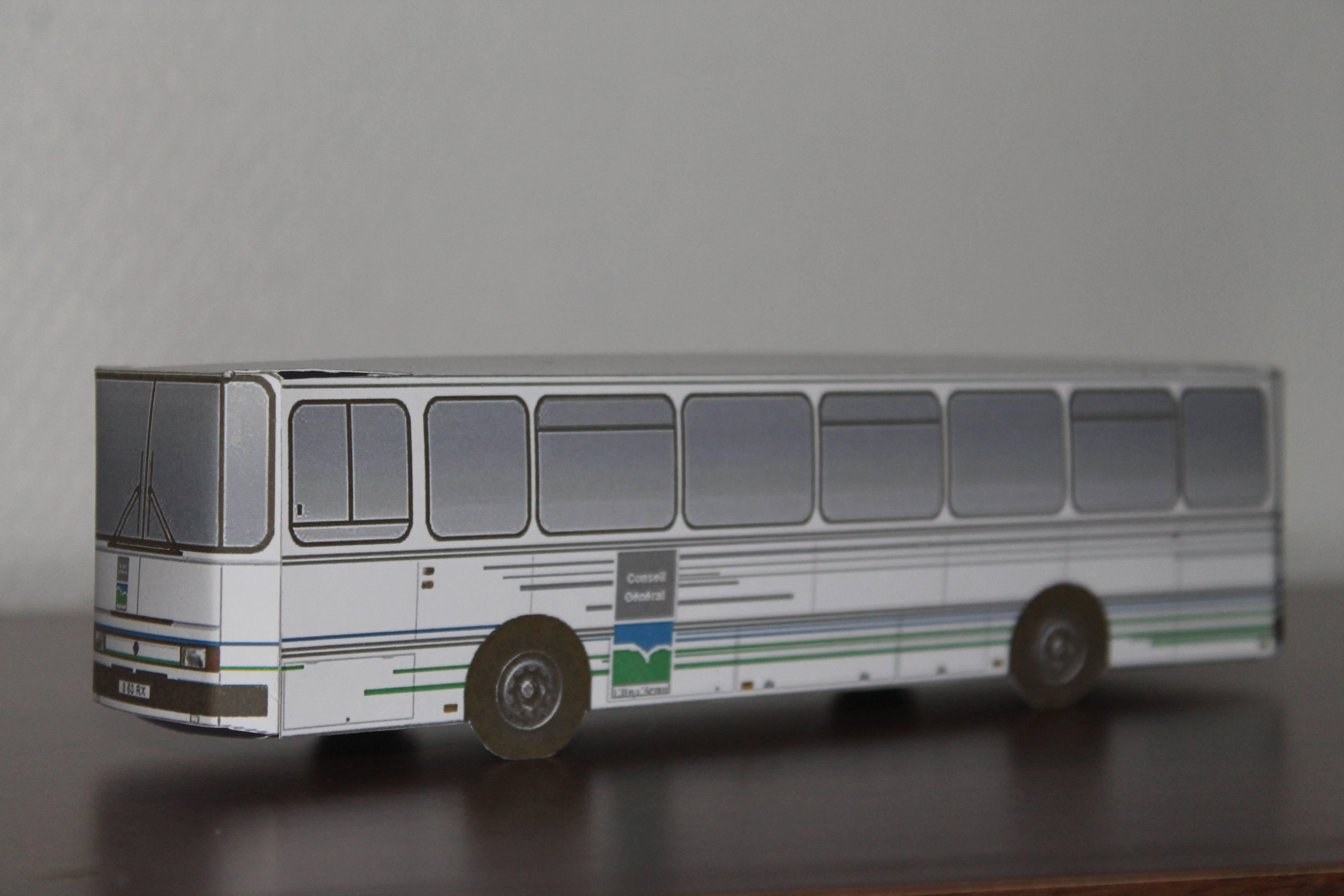
Maquette d'un Renault S 53 RX.
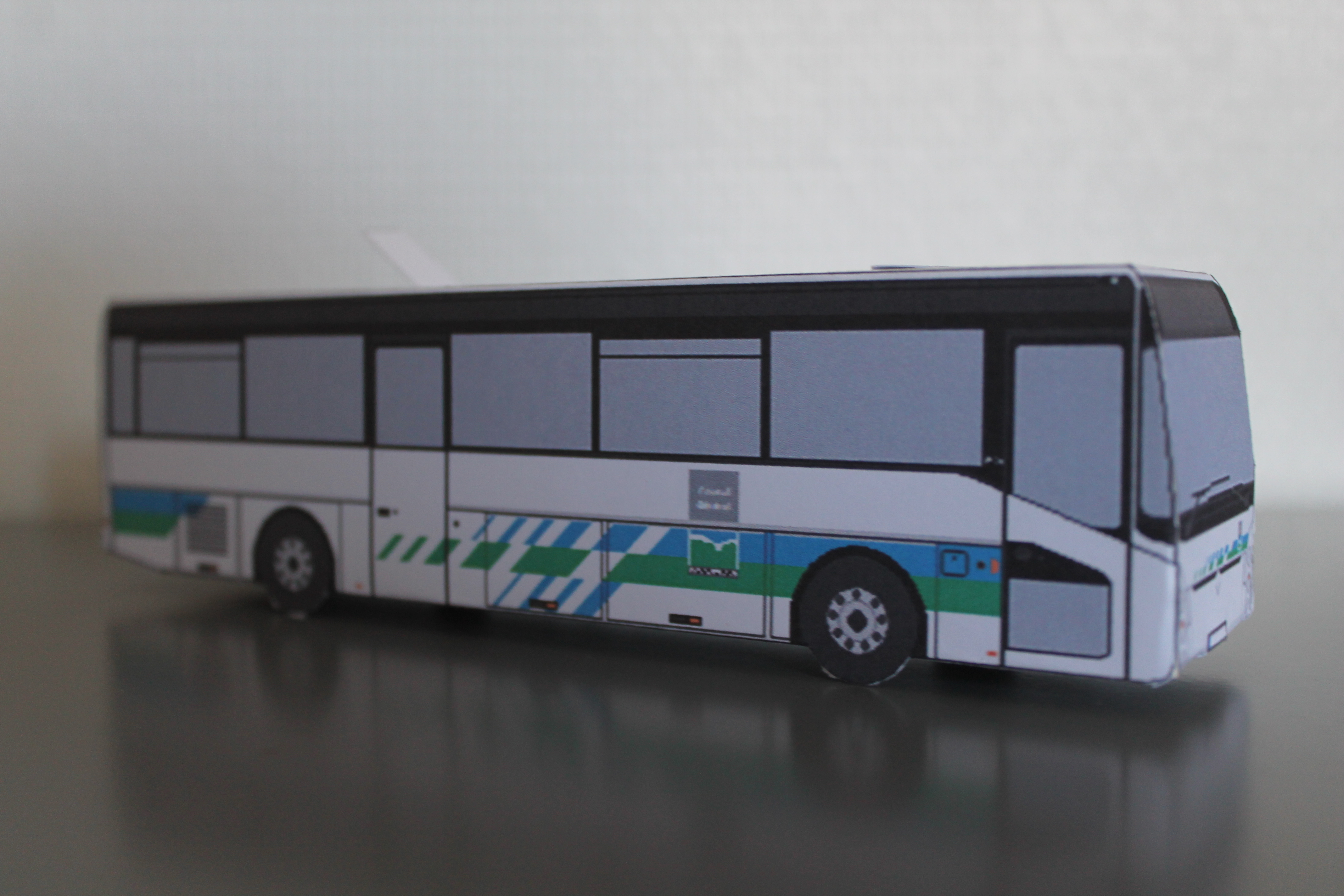
Maquette d'un Renault Ares Line.

#### Ti'Bus
Les Ti'Bus ont eu, également, deux livrées : 
- la première, créée en 2005, en même temps que le réseau, est de couleur verte sur tout l'avant du véhicule jusqu'à la porte du milieu et bleu pour l'arrière. Des adhésifs sont posés sur l'empattement des véhicules. Les couleurs verte et bleu font référence au logo du conseil départemental des Côtes-d'Armor ;
- la seconde, créée à la rentrée 2016, ressemble fortement à la première ; les adhésifs seront légèrement modifiés. Elle est posée sur les véhicules arrivés neufs tels que les Iveco Crossway LE et les Renault Trafic.

Cette découpe était la plus chère de France à cause de sa complexité et ses détailles d'adhésifs.[réf. nécessaire]

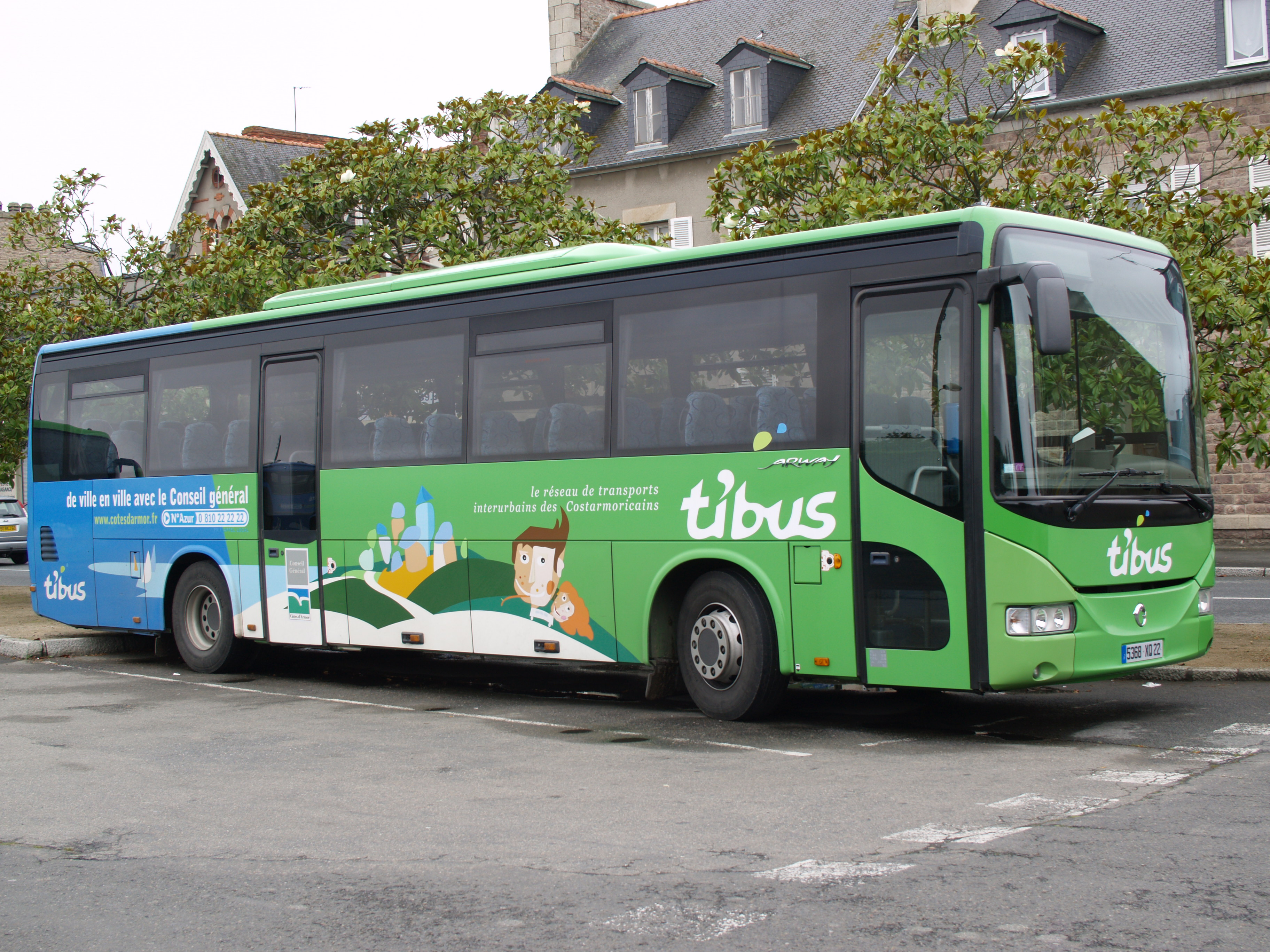
Un Irisbus Arway avec la première découpe Ti'Bus.
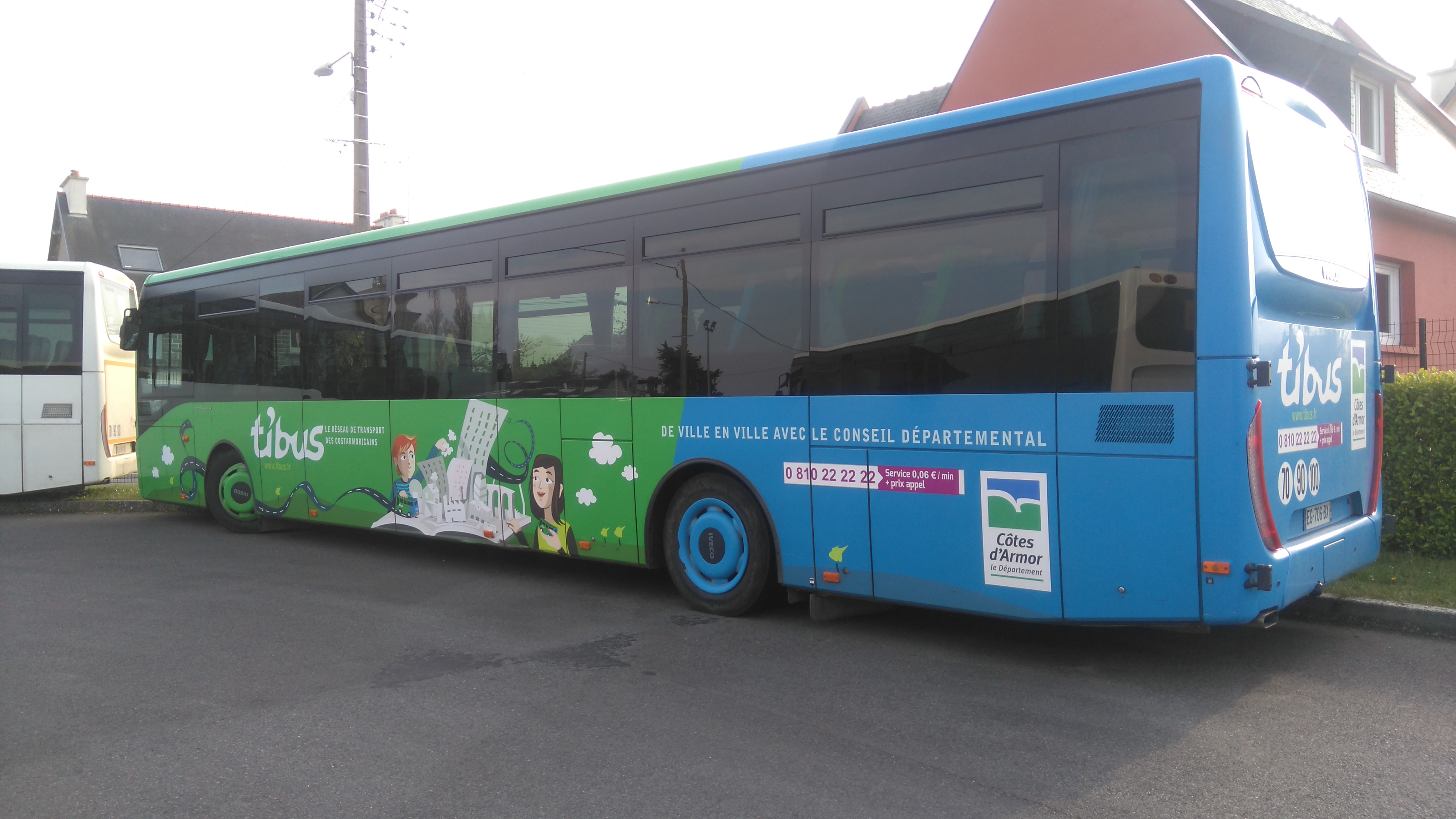
Un Iveco Bus Crossway LE avec la seconde découpe.
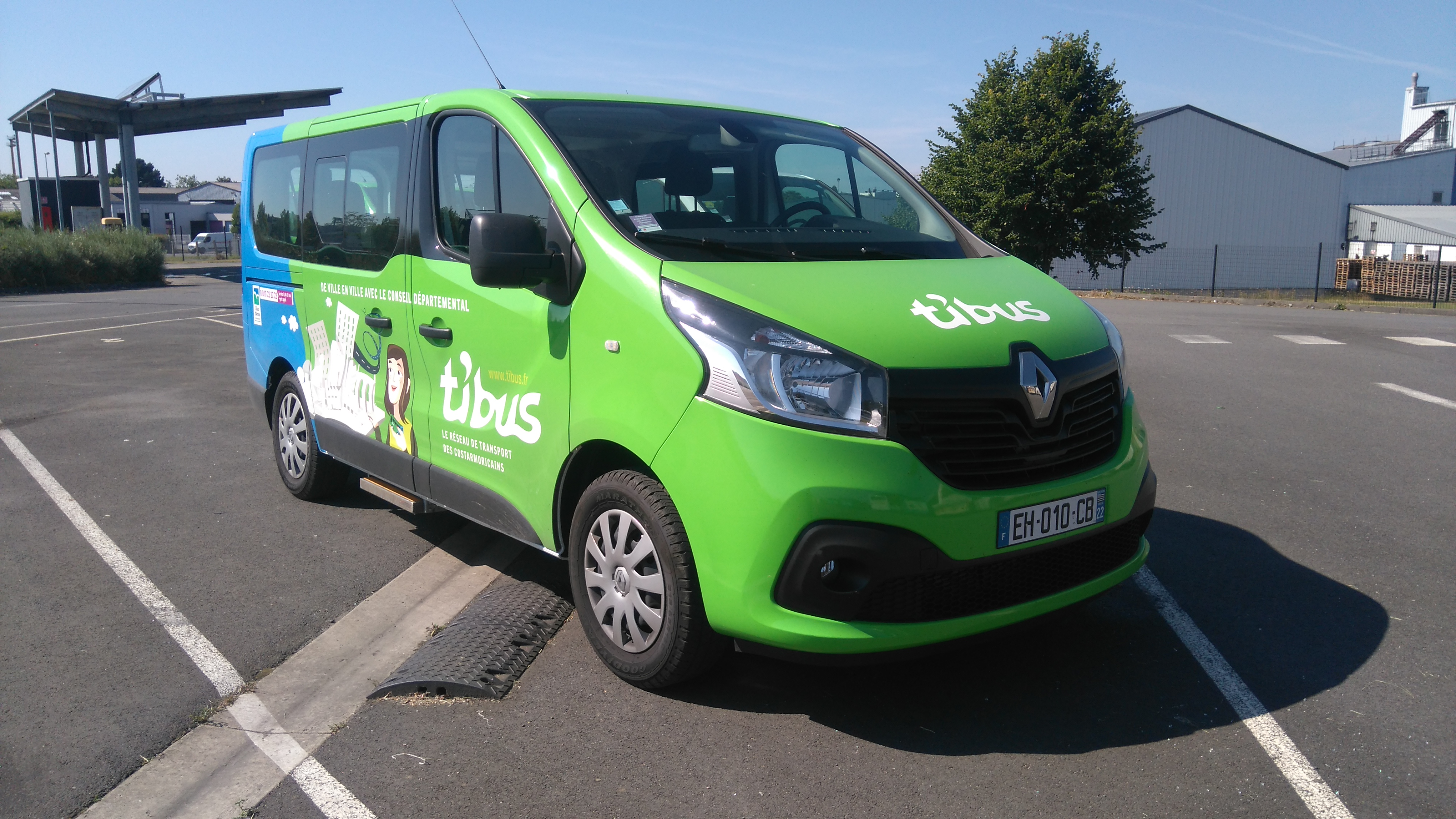
Un Renault Trafic Zen avec la seconde livrée Ti'Bus.
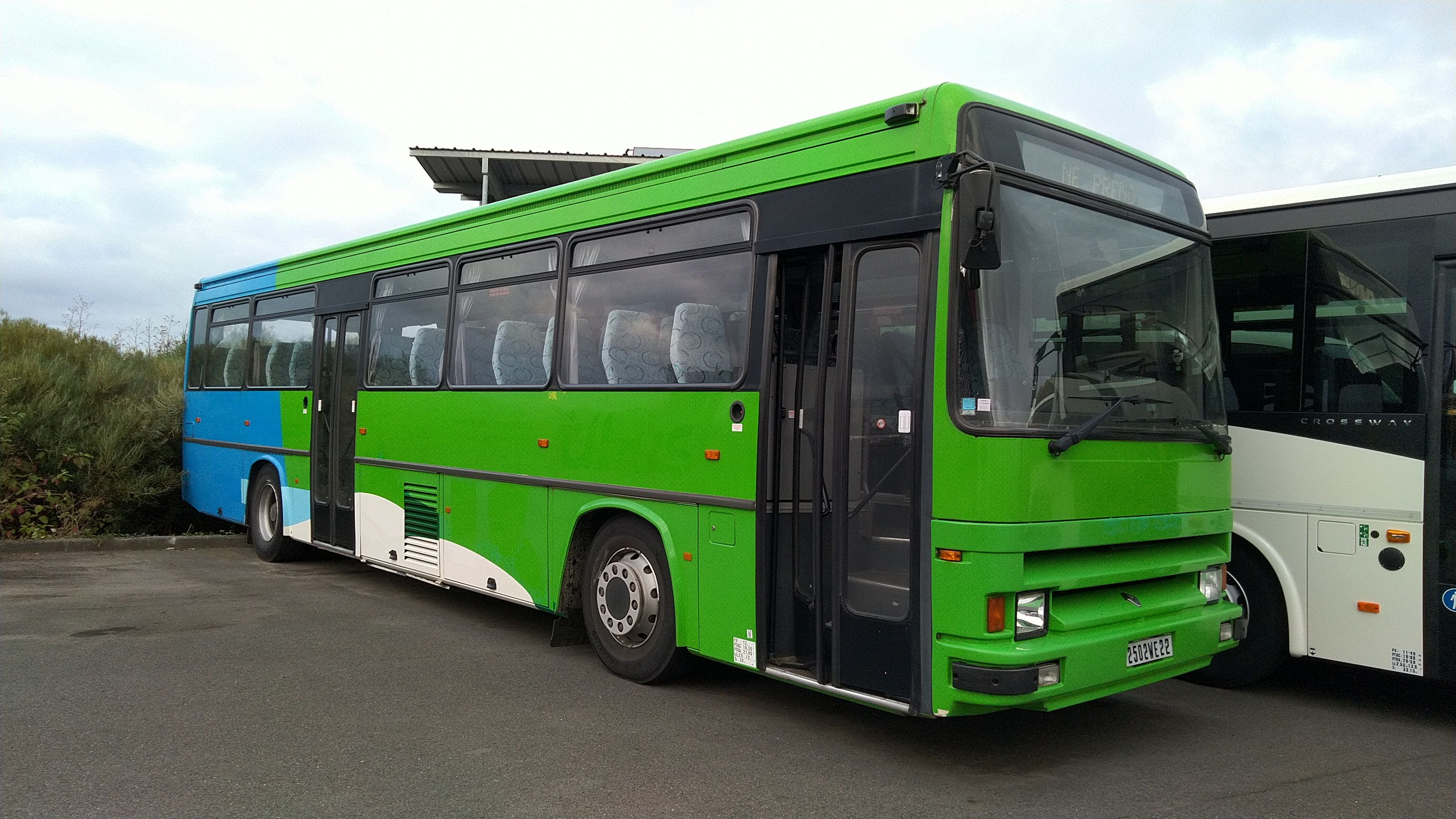
Un Renault Tracer sans adhésifs.

#### BreizhGo
Le réseau BreizhGo à une seule livrée. Les cars de la ligne régionale Nord-Sud (Saint-Brieuc - Vannes - Lorient) ont cependant une déco plus pâle car étant un test ; ce seront les premiers véhicules du réseau à porter la livrée BreizhGo. Les autocars recevant la livrée après 2021 disposent d'inscriptions en breton et en gallo.
En juin 2021, deux Iveco Bus Crossway du département ont été entièrement pédiculés pour le Tour de France ; il y en a eu huit en tout sur la Bretagne.

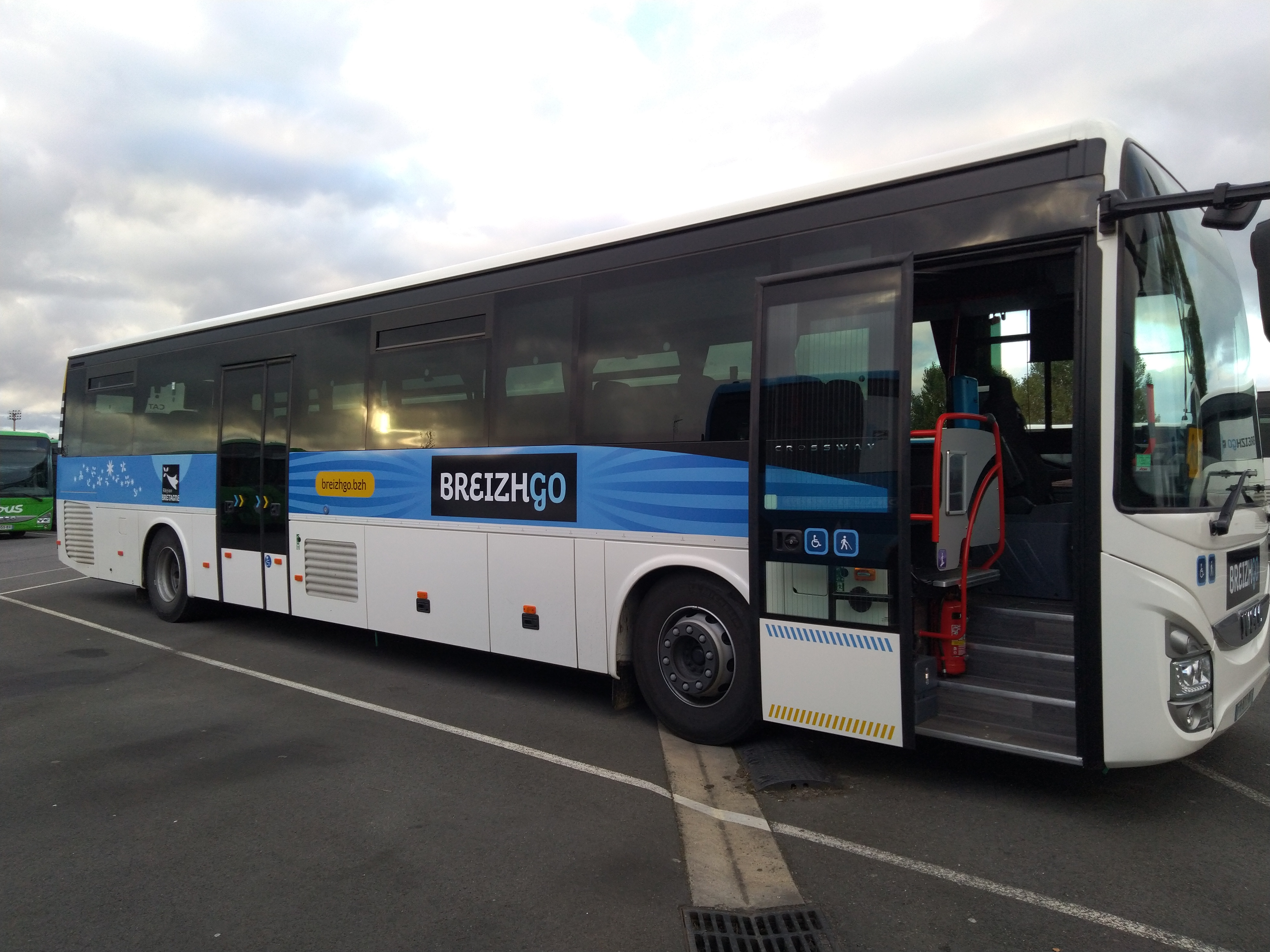
Un Crossway réseau BreizhGo des Côtes-d'Armor.
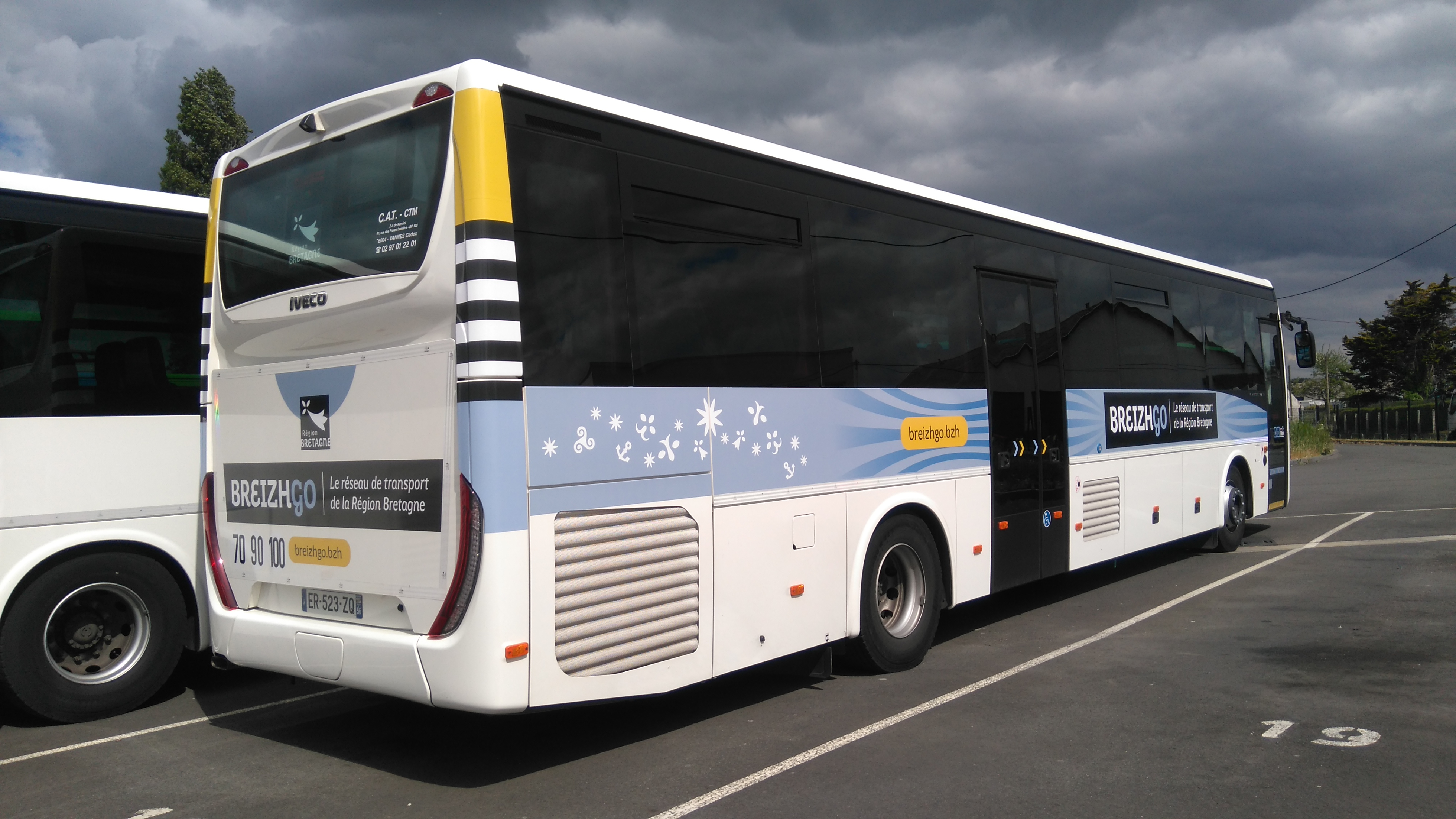
Un Crossway de la ligne Nord-Sud.
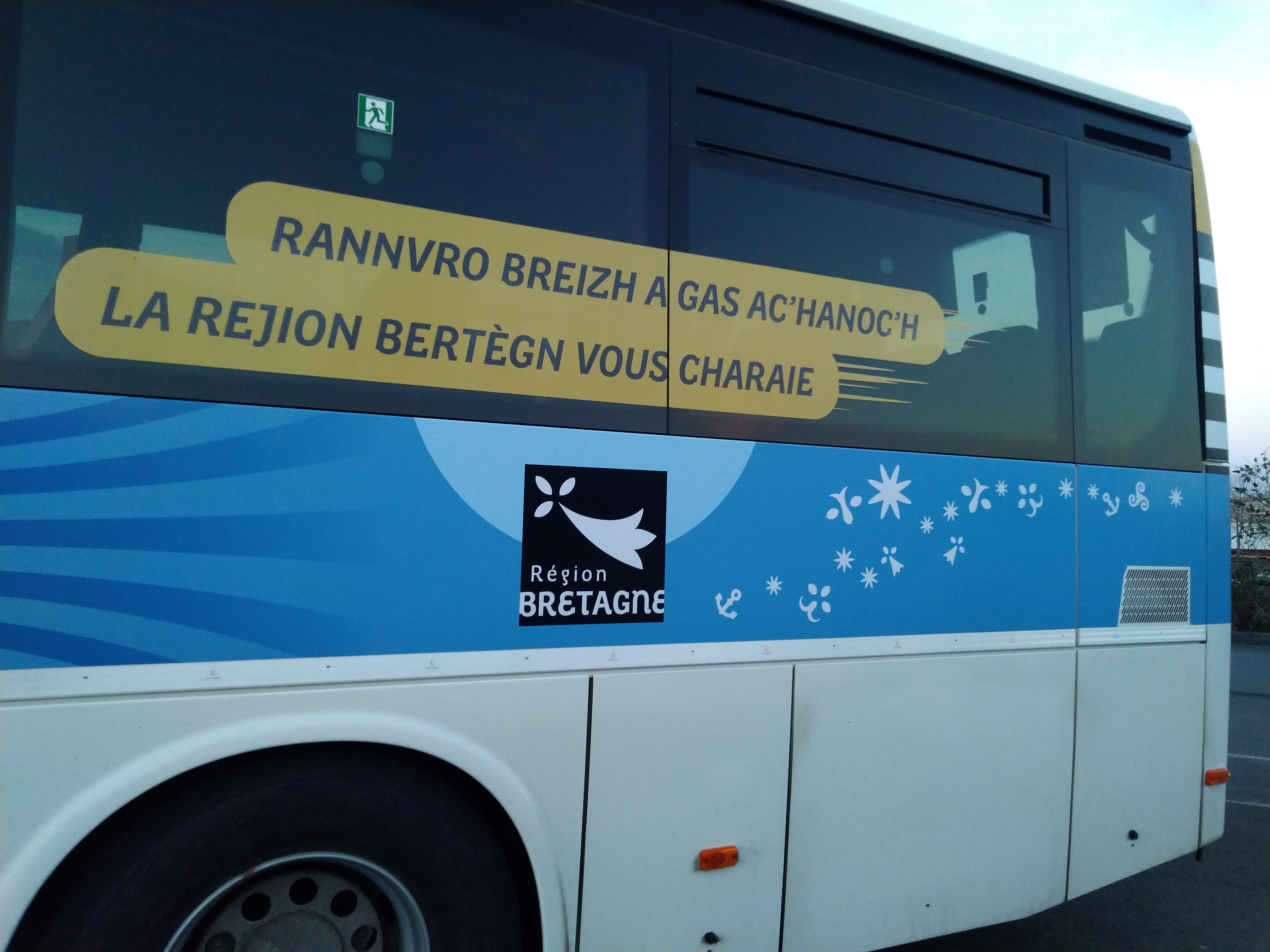
Inscriptions en breton et en gallo.
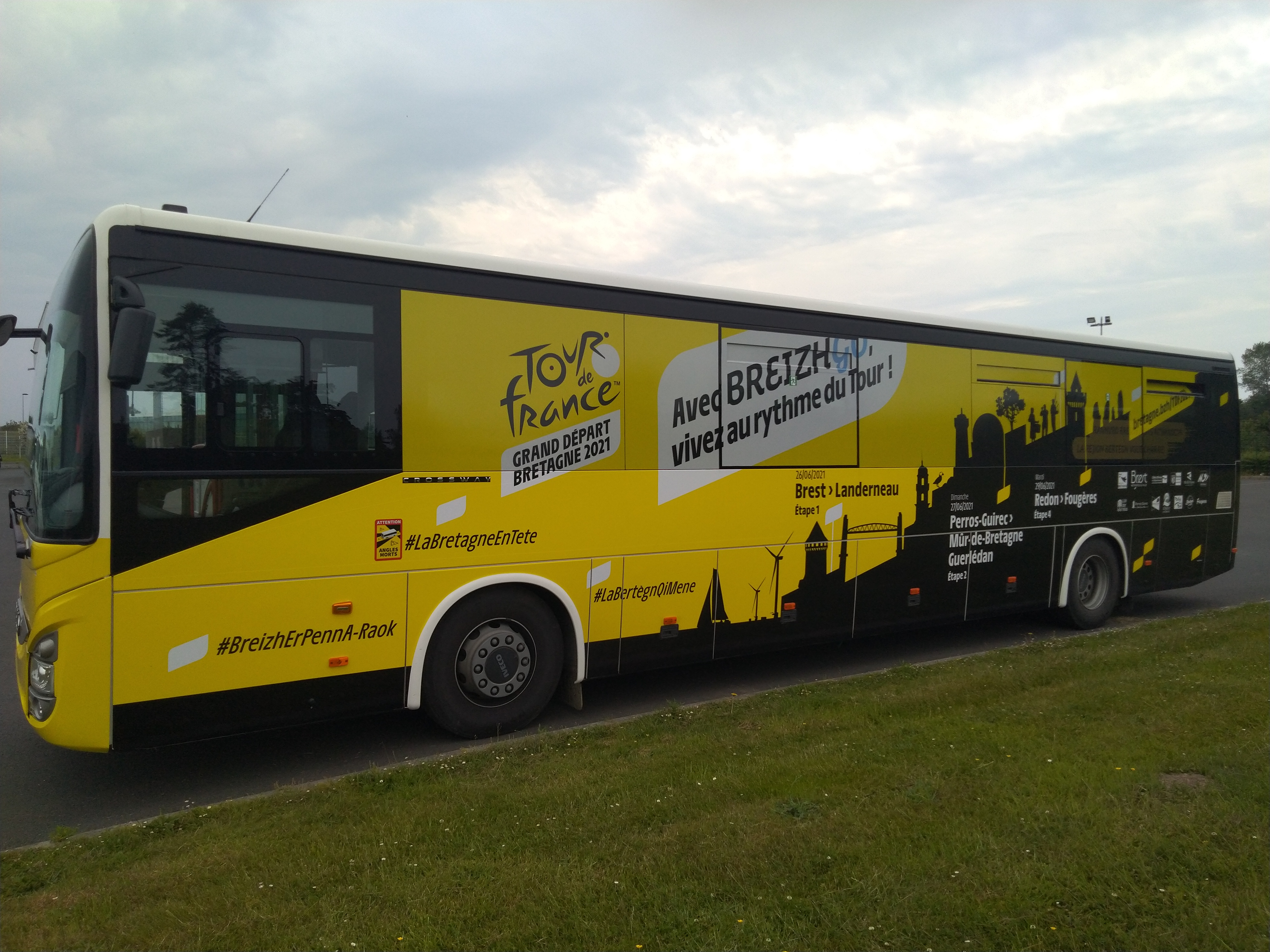
Un Crossway aux couleurs du Tour de France (juin 2021).

## Les projets

### Pôle d'échanges multimodal de Saint-Brieuc

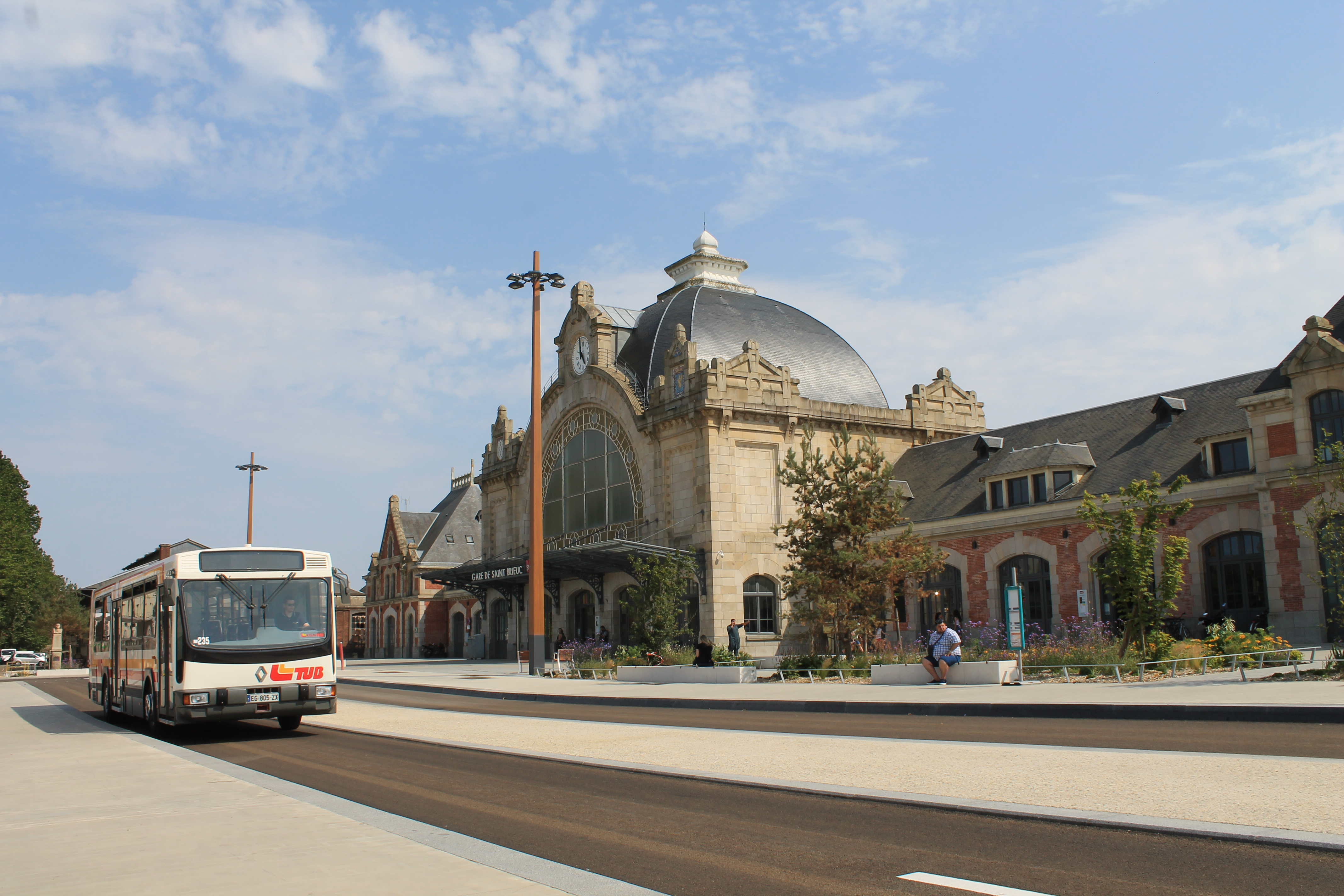
La gare de Saint-Brieuc, emplacement du pôle d'échanges multimodal.

Lié à l'ouverture de la LGV Bretagne-Pays de la Loire en 2017 qui permet de relier Saint-Brieuc à Paris en seulement 2 h 10, le pôle d'échanges multimodal à remplacer l'ancienne gare routière de Saint-Brieuc située rue du Combat des Trente et a pour but de faciliter les échanges intermodaux entre les réseaux TUB, BreizhGo, TER Bretagne et les différents modes doux comme le vélo.
Ce projet a coûté 27,5 millions d'euros et est porté par sept partenaires : la ville de Saint-Brieuc, Saint-Brieuc Agglomération, l'État, le conseil régional de Bretagne, le conseil départemental des Côtes-d'Armor, Gares & Connexions et SNCF Réseau.

### Lignes CHNS(annulé)
En 2016, lors de la présentation de la modernisation du réseau Ti'Bus, le département des Côtes-d'Armor avait comme projet de mettre les lignes 1 (Saint-Brieuc - Paimpol) et 2 (Saint-Brieuc - Plévenon) en haut niveau de services ; une première en France pour un réseau interurbain[réf. nécessaire]. Une offre commerciale développée (informations aux voyageurs dans les cars, les stations, mais aussi sur les téléphones mobiles via une page internet dédiée, le tout en temps réel), l'achat de ticket possible sur téléphones, des véhicules adapter, notamment pour les personnes âgées, les PMR et poussettes, des arrêts de bus ayant une accessibilité confortable mais également des voies de bus réservés permettant aux cars de ne pas subir les ralentissements de la circulation.
Ce projet fût partiellement abandonné car pas assez rentable[source secondaire souhaitée]. Les autocars ont été achetés et mis en service (Iveco Bus Crossway LE de 13 mètres) ; ils le sont toujours aux couleurs BreizhGo[source secondaire souhaitée]. L'information aux voyageurs dans les cars a été aussi mis en place durant l'été 2018 avec un système d'annonce vocal et des écrans HD. La vente de ticket sur téléphones portable s'est fait en 2020 sur tout le réseau BreizhGo.

## Les exploitants

### Le délégataire
La Compagnie Armoricaine de Transport des Côtes-d'Armor (CAT 22), filiale du groupe Transdev, exploite le réseau de car du département depuis sa création. Le prochain appel d'offres sera le 31 août 2024.
L'entreprise dispose de trois dépôts ce situant à Saint-Brieuc, Dinan et Lannion, afin de pouvoir développer au mieux ses activités dans le département.

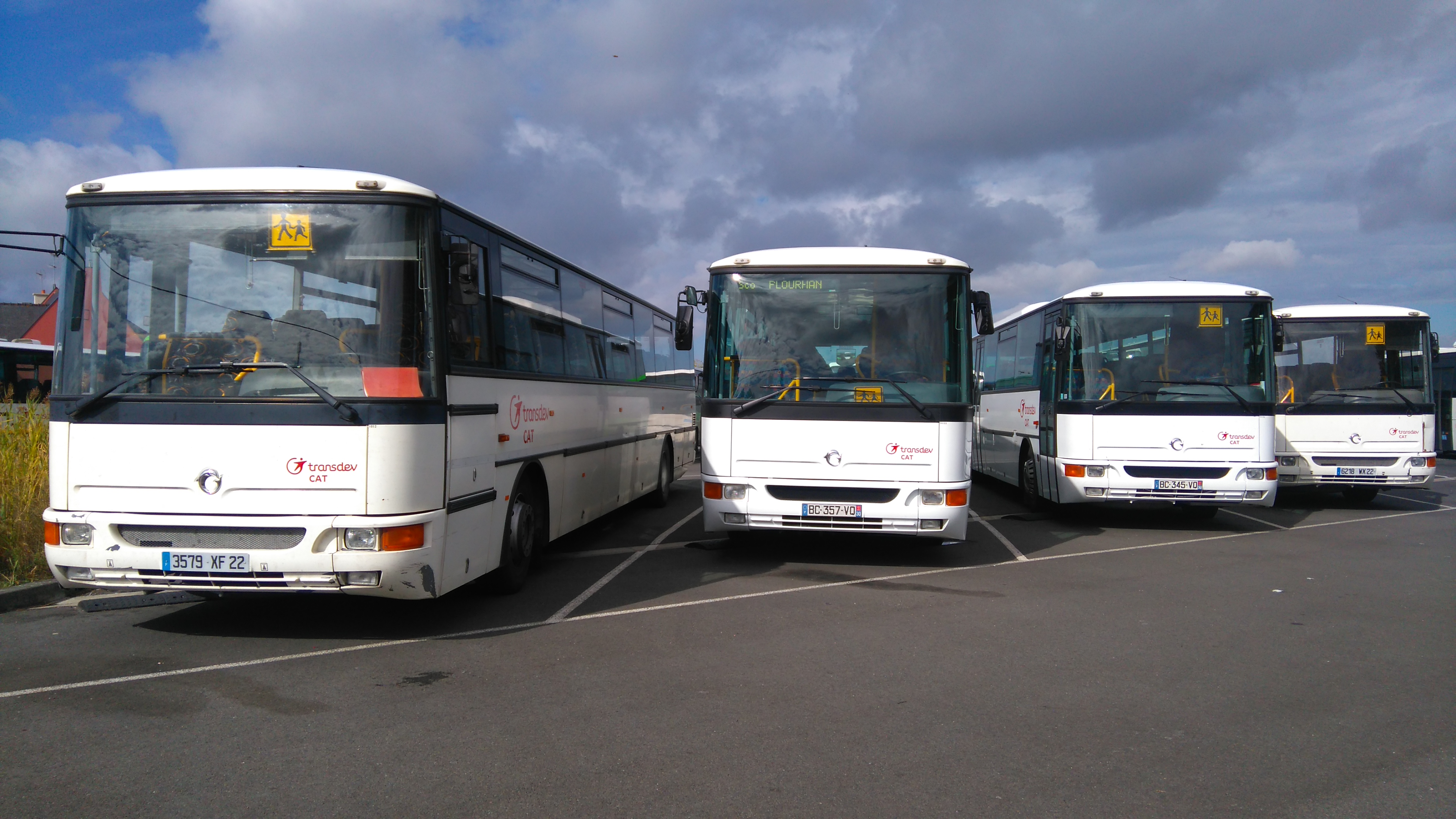
Rangé de cars scolaire de la CAT 22.

En 2009, les bureaux de l'entreprise, qui étaient situés 6 rue du Combat des Trente à Saint-Brieuc (48° 30′ 38″ N, 2° 45′ 31″ O), ont déménagés dans les locaux actuels situés 7 rue Max le Bail, également à Saint-Brieuc (48° 30′ 18″ N, 2° 44′ 25″ O). L'ancien dépôt était situé rue du Dr. Lamaze (48° 30′ 16″ N, 2° 44′ 18″ O), sur l'emplacement actuel du parking de cars de l'entreprise. Les deux anciens ateliers ont été démolis en 2009.
En juillet 2015, deux autocars scolaires ont été détruits par un incendie criminel au dépôt de Saint-Brieuc.

### Les sous-traitants
- CAT 29 (CFTA - Transdev), pour les lignes régulières et scolaires, secteur de Carhaix-Plouguer ;
- TIV 35 (Transdev) puis Keolis Armor, pour les lignes régulières et scolaires, secteur de Dinan et Saint-Malo ;
- Les Cars Rouillard, pour les lignes régulières et scolaires, secteur de Saint-Brieuc, Lamballe et Guingamp ;
- Jezequel Tourisme, pour les lignes scolaires, secteur de Guingamp et Belle-Isle-en-Terre ;
- Voyage Nicolas, pour les lignes scolaires (racheté par Jezequel en 2019) ;
- Le Vacon, pour les lignes scolaires secteur de Lamballe ;
- Baie d'Armor Transports, pour la ligne régulière 1, l'été le dimanche (depuis juillet 2021), secteur de Saint-Quay-Portrieux à Saint-Brieuc ;
- RGO, pour les lignes scolaires, secteur de Dinan,
- Les Cars Verts, anciennement pour les lignes scolaires, secteur de Lannion,
- Cars Guennec, anciennement pour les lignes scolaires, secteur de Lannion.

## Exploitation

### Matériel roulant
L'état de parc du réseau BreizhGo des Côtes-d'Armor est assez uniforme : Iveco Bus est la marque ayant le plus de véhicule à circuler. Pour la modernisation de l'ancien réseau Ti'Bus en 2016, la CAT 22 acheta plusieurs Iveco Bus Crossway LE et Crossway Line HV en taille standard long (13 m), ainsi que des Renault Trafic III Zen. Des Crossway Pop seront également acheté pour les lignes dites « de maillage » (doublage, scolaire, etc.).

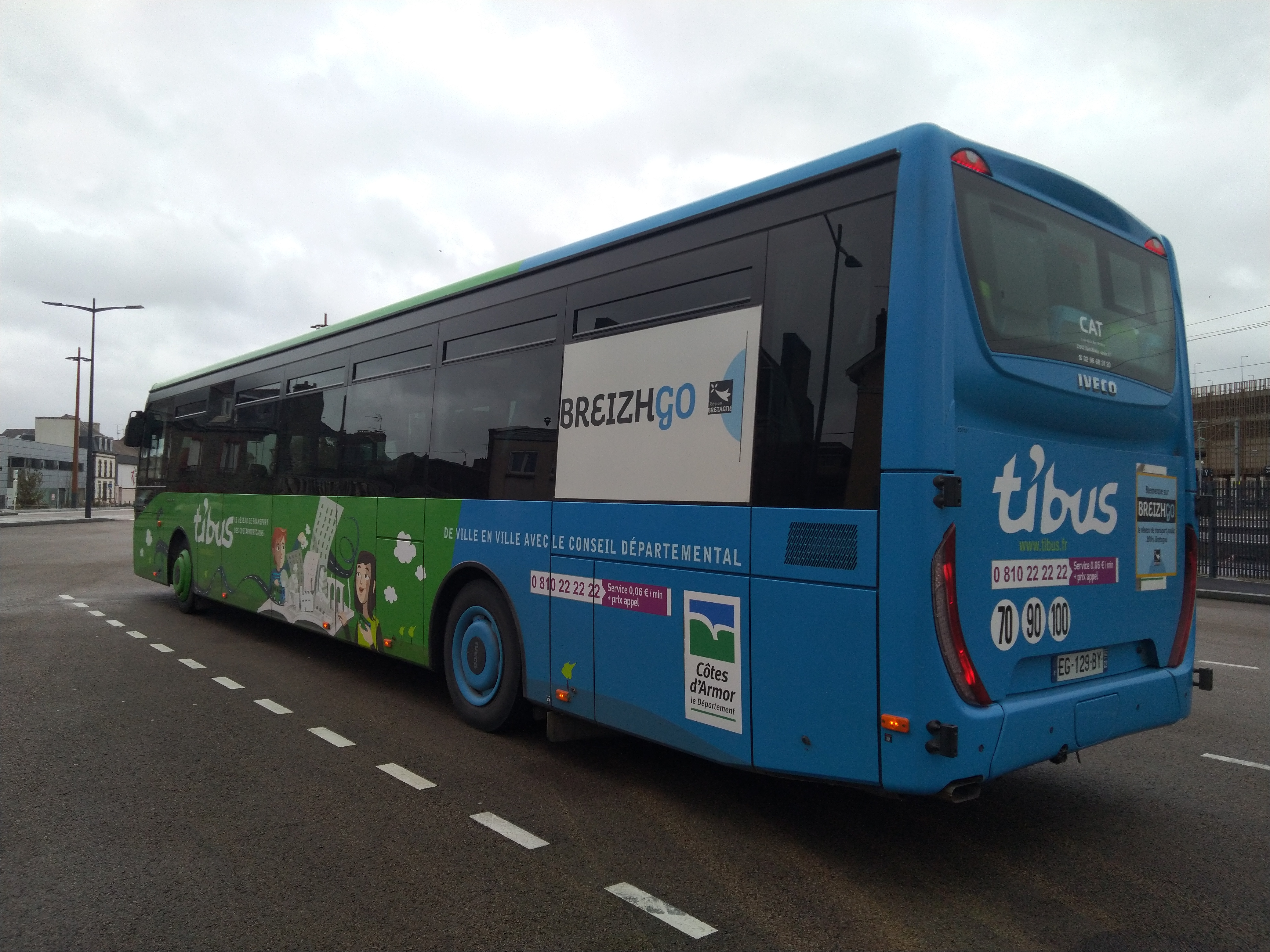
Un car Ti'Bus avec stickers BreizhGo.

Le temps de mettre en place la nouvelle livrée, la quasi-totalité des autocars ont eu des stickers micro-perforés temporaire sur les vitres arrière latérale[pertinence contestée]. Pratiquement tous ces véhicules ont été ensuite repeints en blanc puis décorés avec des adhésifs BreizhGo. Les premiers ont été trois Iveco Bus Evadys de 13 m achetés neuf en janvier 2018 pour la ligne régionale Nord-Sud (Saint-Brieuc ↔ Vannes/Lorient) ; ils ont cependant une déco plus pâle car étant un essai[pertinence contestée]. Durant l'été 2019, ce sera au tour des Crossway Line HV, des Crossway LE et des Renault Trafic d'être repeints et décorés aux couleurs BreizhGo définitif, avec des couleurs légèrement plus vives[source secondaire souhaitée]. Pour les véhicules scolaires, les Irisbus Crossway Pop, étant déjà peins en blanc, recevront uniquement un petit autocollant avec la dénomination BreizhGo.
Certain autocars tel que des Irisbus Ares et Irisbus Arway restes aux anciennes couleurs Ti'Bus car ceci étant proche de la réforme[source secondaire souhaitée].
En 2023, les Renault Trafic sont remplacés par des Citroën Jumper II.

#### Les anciens véhicules

##### La route des cars

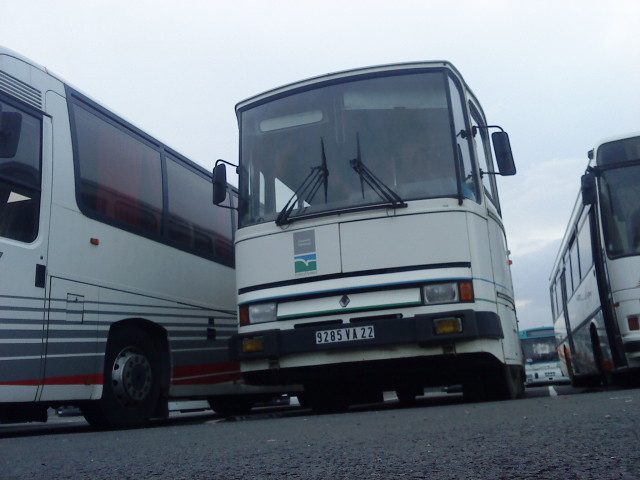
Renault S 53 RX réformé en 2011.

Les principaux modèles d'autocars du réseau La route des cars des années 1990 à 2005 était des Renault S 53 RX, des FR1 et des Tracer appartenant à la CAT 22. Vers le début des années 2000, étaient également arrivés quelques Renault Ares neufs ainsi qu'un Iveco EuroClass, plus tard repeint aux couleurs du réseau Ti'Bus. Il y avait également quelques véhicules de marques étrangères tel que des Van Hool ou Setra, appartenant aux entreprises Les Cars Verts à Trébeurden et Cars Guennec à Pleumeur-Bodou qui étaient des sous-traitants de ce réseau. Le dernier véhicule de la CAT 22 ayant les couleurs de ce réseau était un S 53 RX ; il a été réformé en 2011 et a ensuite été vendu pour les pays de l'Est.

##### Ti'Bus
Après 2005, la CAT 22 décorera énormément de Renault Tracer aux couleurs du réseau Ti'Bus ainsi qui des Ares en taille standard (12 m) et des minibus Indcar-Iveco Wing pour les PMR et TAD. Circuleront également de nombreux Irisbus Arway et Irisbus Crossway en taille standard long (12,80 m) acheter entre 2007 et 2013. En 2016, pour la modernisation du réseau, la CAT 22 acheta plusieurs autocars du constructeur Iveco Bus en taille standard long (13 m) ainsi que des Renault Trafic III, qui ont été repeints ensuite aux couleurs BreizhGo.
L'entreprise Rouillard, sous-traitant du réseau, circulaient avec un Irisbus Ares de 2005 à 2016, puis un Crossway Line de 2016 à 2019. Ce véhicule est ensuite repeins aux couleurs de l'entreprise.
D'autres véhicules ont également circulé sur les lignes du réseau, tels que des Irisbus Axer, Heuliez GX 57, Iveco EuroClass 380 HD, Temsa Tourmalin, EOS 90 et 200.
Après leurs 18 ans de services, les véhicules sont, en fonction de leurs états, soit envoyés à la casse ou revendus dans des pays étrangers tels que la Roumanie, la Pologne, l'Ukraine mais également des pays d'Afrique, ou les réglementations de transport de personnes sont moins strictes.

### Dépôts
Les véhicules du réseau sont remisés dans plusieurs dépôts de bus dont trois pour la CAT 22 :
- le dépôt principal, situé à Saint-Brieuc, 7 rue Max le Bail  (48° 30′ 18″ N, 2° 44′ 25″ O) ;
- le dépôt de Dinan, situé 3 rue du Petit Pré à Quévert (48° 27′ 28″ N, 2° 04′ 05″ O) ;
- le dépôt de Lannion, situé 1 rue Joseph Gay Lussac (48° 45′ 46″ N, 3° 28′ 08″ O).

Le dépôt de Rouillard est situé 41 rue du Vieux Moulin à Plérin (48° 31′ 24″ N, 2° 45′ 48″ O) ; celui de Jézéquel est situé ZA du nénés à Louargat (48° 33′ 11″ N, 3° 22′ 35″ O) ; celui de la CAT 29/CFTA est situé place de la Gare à Carhaix et celui de TIV (CAT 35) est situé 20 rue Claude Bernard à Saint-Malo (48° 39′ 06″ N, 1° 59′ 19″ O). Keolis Armor, qui gagnera l'appel d'offres du secteur de Saint-Malo en 2016 et qui remplacera TIV, est situé rue des Rougeries à Saint-Malo (48° 37′ 55″ N, 1° 58′ 37″ O).
Les dépôts, en plus de stocker les véhicules, ont pour mission d'assurer l'entretien préventif et curatif du matériel. L'entretien curatif ou correctif a lieu quand une panne ou un dysfonctionnement est signalé par un conducteur. Le dépôt sont équipés d'un remisage non-couvert, d'un atelier, d'une station de lavage et de pompes à gazole.
Certains véhicules ne sont pas remisé dans les dépôts mais sur des parkings de différentes communes du département. Certains conducteurs ne vivent pas dans une ville avec dépôt (exemple de Paimpol, Guingamp, Lamballe, etc.) .

### Accidents et sécurité
Les accidents d'autocars sont toujours demeurés particulièrement rares ; leurs aspects souvent spectaculaires en fait un sujet de choix pour la presse.
Le réseau connaît parfois des problèmes de sécurité, comme des agressions envers le personnel de conduite.

### Information aux voyageurs

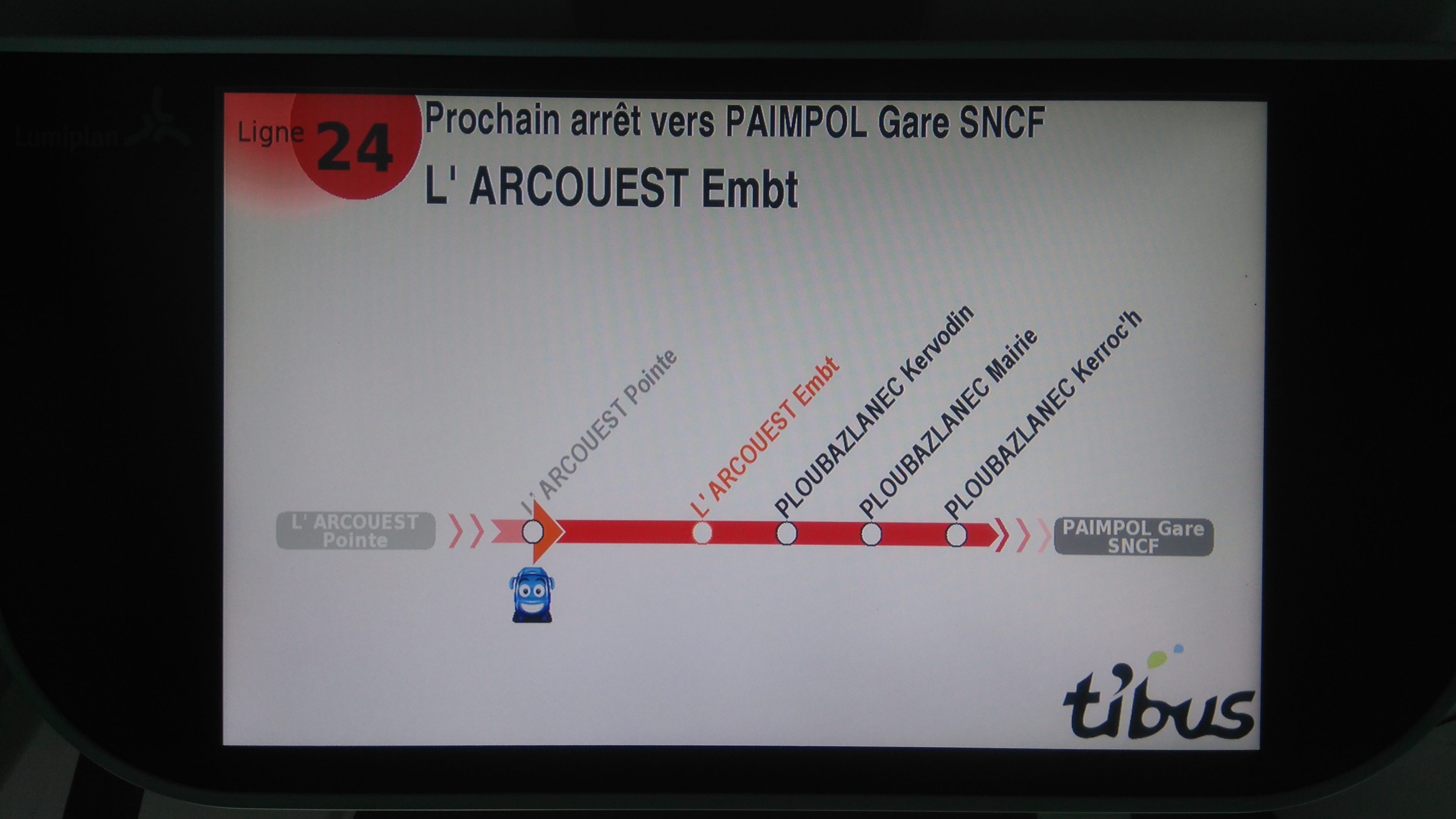
Écran d'information à bord d'un car du réseau.

Depuis le lancement du réseau Ti'Bus en 2005, les autocars sont équipés d'écrans indiquant les lignes et arrêts. En l'été 2018, la CAT 22 remplaça les vieux SAEIV et installa pour l'occasion un nouveau système d'annonce vocal et des écrans HD[source secondaire souhaitée].

### Tarification et financement

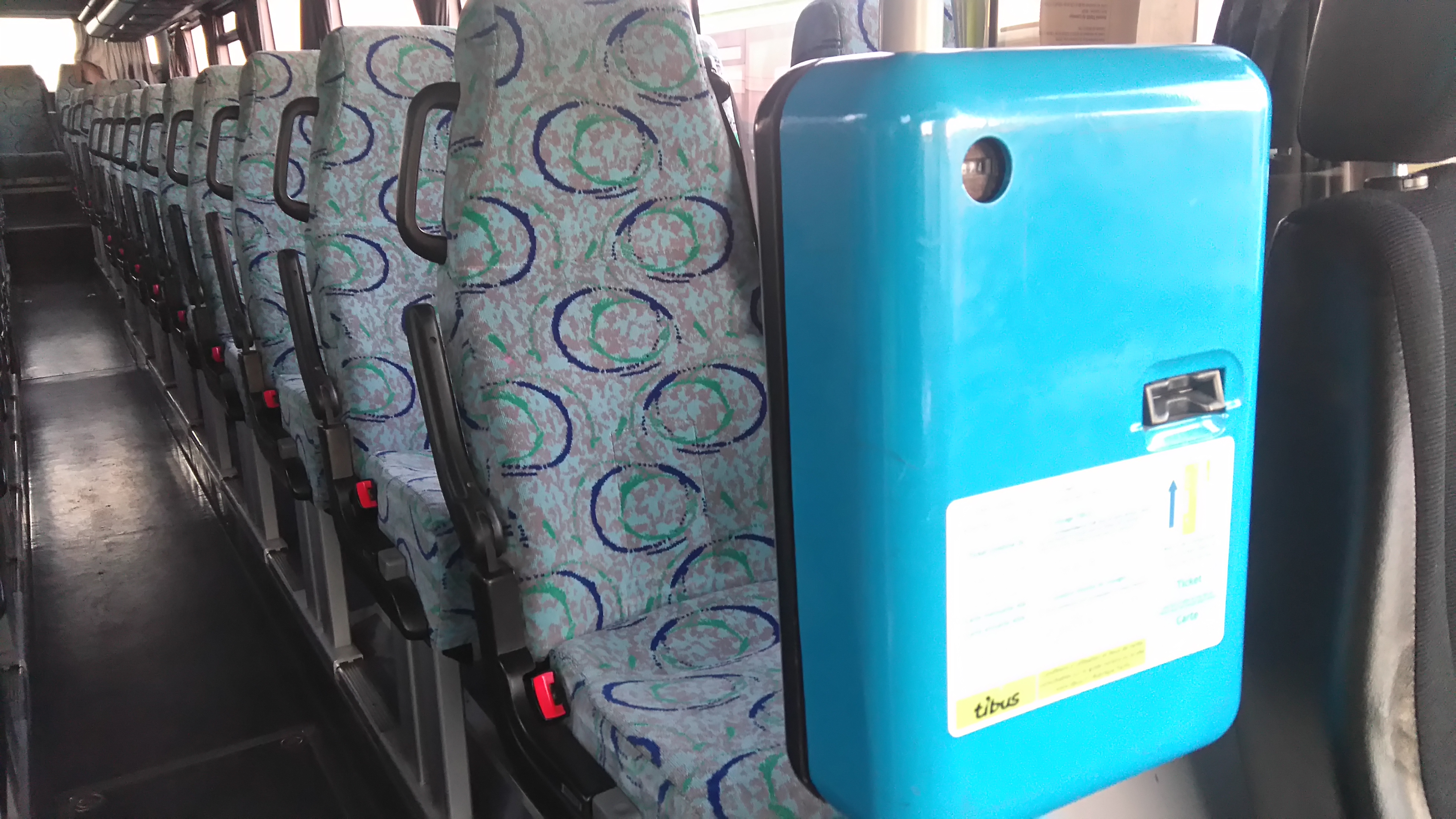
Oblitérateur datant des années 1980, toujours en activité dans les cars BreizhGo.

#### Tickets et abonnements actuel
La tarification BreizhGo est harmonisée à partir de septembre 2020 avec notamment un ticket unitaire à 2,50 €,.

#### Ancien tarifs

##### Sous le réseau départemental
Au 1er mai 2005, le réseau avait comme type de tarification des prix modulés selon une grille de six zones géographiques. Le département décidait de la tarification, de ses évolutions, ainsi que des augmentations tarifaires.
Pour les tickets unitaires, ils allaient de 2,10 € à 9,20 €, pour les carnets de cinq tickets, ils allaient de 8,50 € à 13,50 € et enfin, pour les mensuels, de 31 € à 136 € ; le tout avec une correspondance incluse.
Pour les tarifs réduits, un ticket social était disponible au prix de 1,60 € pour les personnes habitant dans le département des Côtes-d'Armor et ayant un revenu inférieur à 80 % du SMIC. Il pouvait être utilisé pour un aller-retour avec correspondance incluse.

Les scolaires pouvaient disposer d'une carte annuelle, utilisable en aller-retour/jours pour les demi-pensionnaires et aller-retour/semaines pour les internes, de début septembre à fin juin, et était au tarif de 83 €/ans. Durant les vacances scolaires de cette période, les élèves ne pouvaient pas utiliser cette carte mais pouvaient quand même bénéficier d'un tarif réduit en achetant un ticket scolaire aller-retour/jours au prix de 2,40 €.
Pour les titres gratuits, seuls les enfants de moins de cinq ans, les handicapés supérieurs à 75 % avec son accompagnateur pouvaient voyager gratuitement.

##### Sous le réseau Ti'Bus

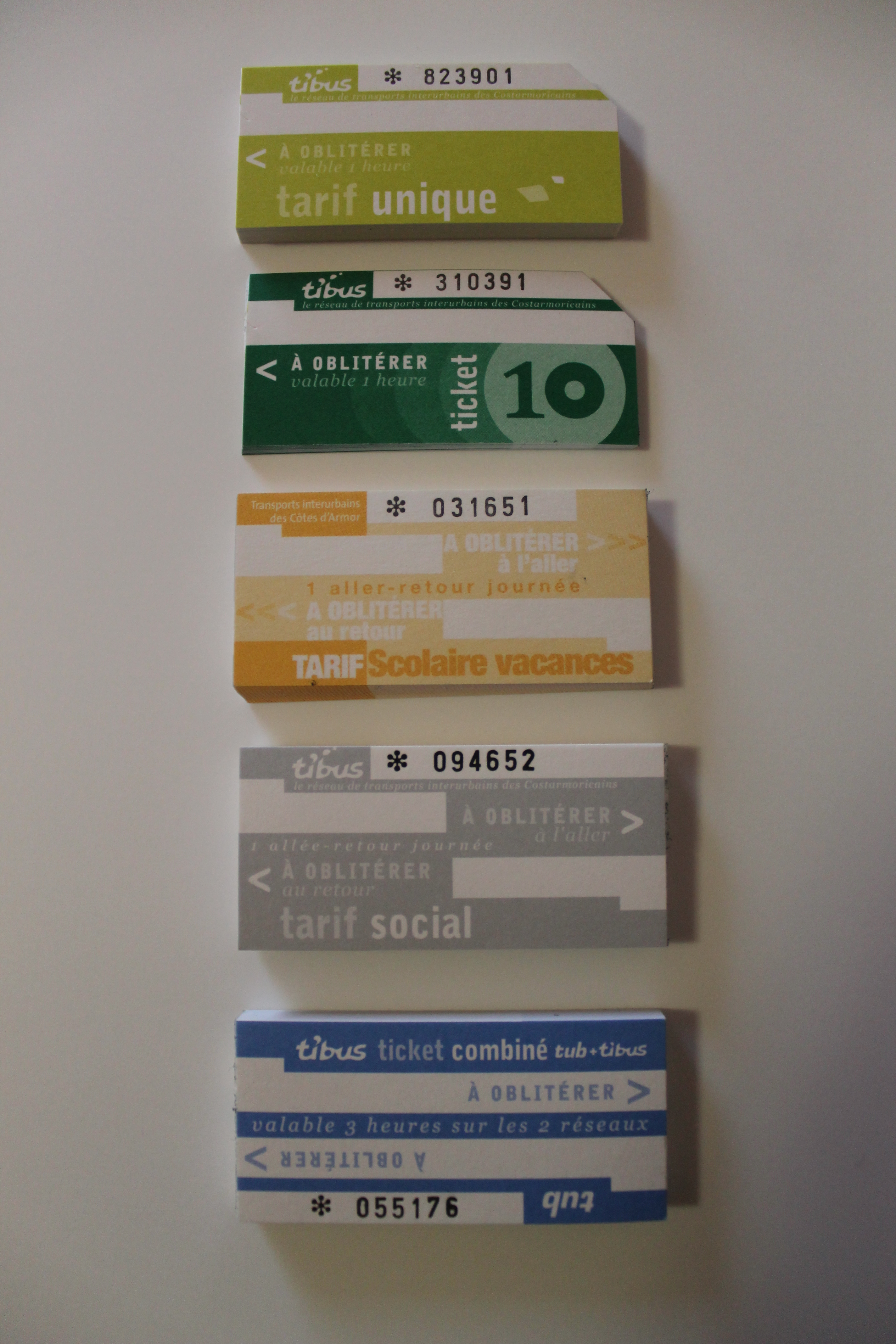
Anciens tickets du réseau Ti'Bus.

Le 1er septembre 2005, la tarification passe, pour un « ticket unique », à 2 € et permet de faire un voyage plus une correspondance pendant 1 heure sur tout le réseau. D'autres tickets viendront par la suite tel que le « ticket loisir scolaire » à 2,40 € réservé aux abonnés scolaires pour tous les trajets autres que ceux domicile/école, le « ticket social » à 1,60 € pour les personnes en difficulté financière ou autre et le « ticket combiné » à 2 € qui permet un voyage sur le réseau Ti'Bus ainsi qu'une correspondance gratuite avec les bus du réseau TUB de Saint-Brieuc. Les « carnets de 10 tickets » sont proposés à partir de juin 2013 au tarif de 15 € et ayant les mêmes modalités que le ticket unique.
Des abonnements avec des cartes étaient également disponibles avec la « carte mensuelle » au tarif de 40 €, la « carte annuelle » proposée à partir de septembre 2013 au prix de 400 € et la « carte scolaire » à 100 € avant 2012, 110 € jusqu'en 2014 puis 115 €.
Depuis 2017, à la suite de l'agrandissement de l'agglomération briochine, la clientèle du réseau TUB a pu voyager dans les cars du réseau Ti'Bus avec leurs cartes KorriGo et leur permettaient d'aller jusqu'à Saint-Quay-Portrieux ou Quintin, au plus loin de cette nouvelle agglo. Idem pour la ligne régionale Nord-Sud, jusqu'à L'Hermitage-Lorge.
La gratuité était disponible pour les enfants de moins de cinq ans, les personnes handicapées et mal-voyant, les petits animaux (les gros étant interdits) et les bagages et vélo (sous réservation).
Tous ces tarifs ont été modifiés en septembre 2018, lors du passage au réseau BreizhGo.

## Impact socio-économique

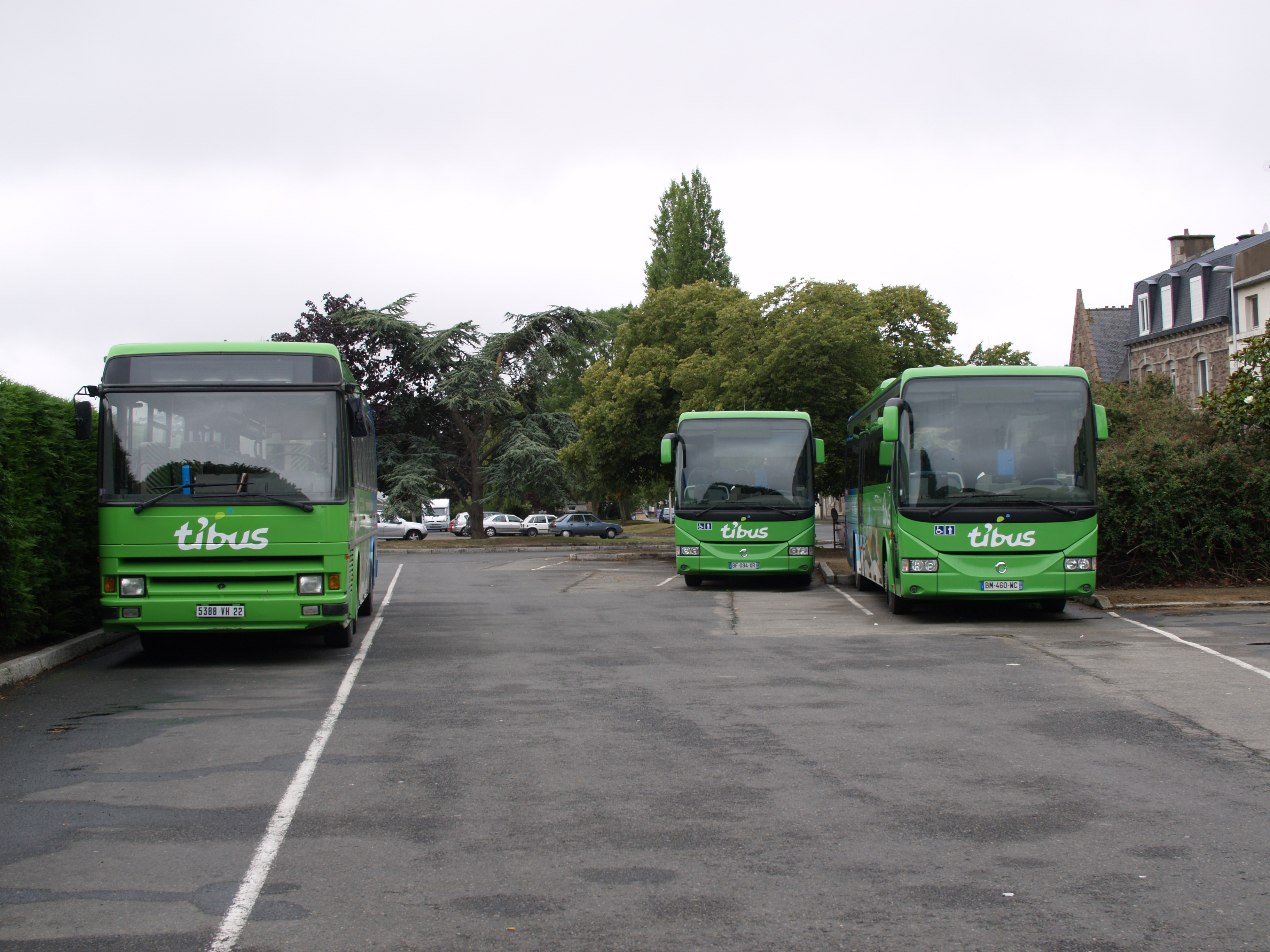
Anciens véhicules Ti'Bus, ici à Paimpol.

### Bilan économique
Cette section ne s'appuie pas, ou pas assez, sur des sources secondaires ou tertiaires indépendantes du sujet.

Pour l'améliorer, ajoutez-en, ou placez des modèles {{Source secondaire souhaitée}} ou {{Source secondaire nécessaire}} sur les passages mal sourcés. (novembre 2022)
Entre la période de transition de l'ancien réseau du département et du réseau Ti'Bus, au niveau fréquentation, pour la période de 2004-2005, il y a eu environ 318 000 voyages effectués avec 5,13 millions d'Euros de recettes tarifaires. Pour 2005-2006, ce sera 405 000 voyages effectués avec 5 millions d'Euros de recettes tarifaires et pour 2006-2007, ce sera 455 000 voyages effectués avec 4,97 millions d'Euros de recettes tarifaires. À noter que 8 millions d'Euros ont été utilisés entre 2005-2006 pour les dépenses d'exploitation.
64 % était des voyageurs occasionnels et 36 % des réguliers. La plupart des nouveaux usagers étaient des salariés, des retraités et des étudiants.
Le département des Côtes d'Armor comptabilisait 5 670 abonnés scolaires, durant cette période, représentant environ 2 millions de voyages par an. Ces chiffres sont restés stables au cours des années suivantes.

### Trafic
Entre 2005 et juin 2016, plus de 30 millions de voyageurs ont été transportés. 34 millions de kilomètres ont été parcourus[réf. nécessaire].